# コンタックス
コンタックス（Contax 、CONTAX ）は、カメラのブランドとカメラの一つ。ドイツツァイス・イコンのレンジファインダーカメラのブランドおよびカメラならびにカール・ツァイスと日本のカメラメーカーヤシカとの共同事業として1975年に販売が開始されたカメラのブランドおよびそのカメラ。前者の用法では頭文字のみ大文字で表記され、後者の用法では全て大文字で表記される。

## 概要

### ツァイス・イコンのブランド
このブランド名は1932年3月コンタックスI発売に際してツァイス・イコン社内の公募で1位となり定められた。ちなみに当時自動車用アクセサリーの製造も行なっており、その回転計の名称がコンタックスだったという。ツァイス・イコンの母体となった4社から少なくとも1文字を採って組み合わせたという説もあるが、竹田正一郎は「コンテッサ・ネッテル社に分が良すぎる」として否定している。
戦後ドイツ分割に伴いツァイス・イコンも分割され、コンタックス銘で西側のツァイスはレンジファインダーカメラを引き続き製造し、東側のツァイス・イコンはM42マウントの一眼レフカメラを製造した。
東西ツァイス間のブランド使用権を巡る訴訟を経て従来の商標につき東のツァイスは東側のみ、西のツァイスは西側のみでしか使用しないことで妥結した結果、東側のツァイス・イコンが製造したコンタックスは西側世界で販売される分につきペンタコンブランドに変更され、さらには全てプラクチカに変更された。西側のツァイス・イコンが製造したコンタックスは最終型であるコンタックスIIIaが1961年に製造中止になった後、ツァイス・イコンのフラッグシップは1960年に発売された一眼レフカメラのコンタレックスシリーズに引き継がれ、コンタックスは一時休眠ブランドとなった。

### ヤシカ・京セラのブランドとして復活
西側のツァイス・イコンが1971年にカメラ事業を中止した後、カール・ツァイスは日本のカメラメーカーヤシカとブランド等に関するライセンス契約を締結し、以後コンタックス（CONTAX ）はヤシカが製造・販売するカメラのうちカール・ツァイスブランドのレンズを採用した高級機種に付けられるブランド名となって復活した。1983年ヤシカは京セラに吸収合併され、コンタックスブランドも同社へ引き継がれた。
2004年京セラはカメラ事業を縮小し、併用していた「京セラ」ブランドのデジタルカメラを廃して「コンタックス」（CONTAX）に統一すると発表した。しかし直後の2005年に京セラはコンタックスを含むカメラ事業から撤退することとなり、4月11日には同年9月のコンタックス事業終了が発表され、コンタックスは再び休眠ブランドとなっている。アフターサポートは継続していたが、2015年4月30日の受付をもって補修サービスを終了した。

## ツァイス・イコンの製品

### レンジファインダーのコンタックス
ライカ判レンジファインダーカメラ。外装デザインは角型を基調とする。連綿と製造改良を続け、カメラのトップブランドの一つとしてライカに比肩するシステムを持つようになった。

#### ボディ
当時の新素材であるジルミン系アルミ合金ダイカストを採用し、レンズマウントを取り付けてから基準面に合わせてフィルムレールを研削する最新の工法が採用され、ゾナー5cmF1.5のような大口径レンズであっても必要充分な精度が保証されていた。シャッターは当初最高速1/1000秒、後に1/1250秒を誇る縦走り金属製フォーカルプレーン式で、シャッター幕上に強い光線が焦点を結んでも焼けて穴が開く心配がない。スリット幅を厳密にセットした状態で巻き上げ軸に巻き上げられておりシャッターボタンを押すとそのままの幅でフィルムゲート面を通過する方式で、後幕にストッパーなりガバナーなりを噛ませて制御するライカ方式と比較して正確なシャッター速度が出しやすい。縦走りを採用したのは、短辺を走ることでシャッター作動を短時間で完了させ移動している被写体の変形を少なくするため。幕は当時の新素材であり破断に強いジュラルミンに銅を少量加えアルミニウム皮膜を施して使用され、ジュラルミンでは軽すぎて充分な慣性重量が得られなかったため後に真鍮に変更された。シャッター作動時にもシャッターダイヤルが回転しないためカメラマンが触っていて設定よりスローシャッターになってしまう事故が起こらない。レンズマウントは標準レンズ用の内バヨネットとその他のレンズ用の外バヨネットの二重バヨネットであり、迅速なレンズ交換が可能である。裏蓋下側両端にあるノブを起こして回転させると裏蓋を外すことができ、フィルム装填が容易。巻上スプールは最後までボディーに固定されなかったので紛失の可能性がある。もし紛失したり購入した中古に付属しなかったりした場合は、フィルム冒頭部のカットは必要になるものの、DPE店で廃棄されている現代パトローネを分解すれば中に存在する巻戻スプールを若干小改造することで代用できる。ただしIIa/IIIa型では、スプールに挿入される巻き上げ軸の外側に板バネが付けられたため、多少の振動ではスプールが脱落しないようになった。

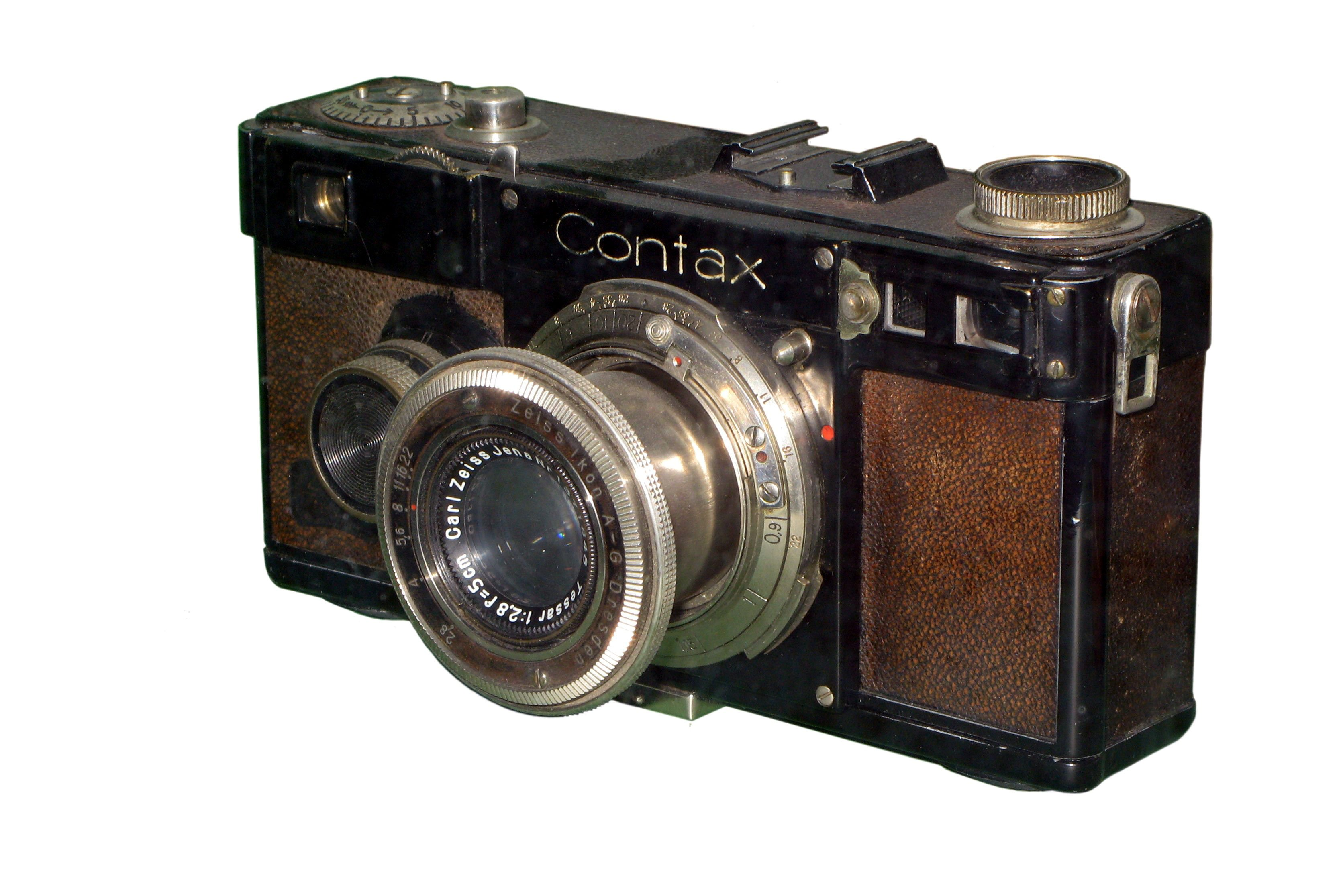
I

- コンタックスI（Contax I 、1932年3月発売[4][5]） - 発売時の名称は単にコンタックスで、コンタックスII発売に伴いコンタックスIとされた[5]。エマヌエル・ゴルトベルク主導のもとハインツ・キュッペンベンダー博士を中心にフラッグシップ機として設計された。長大な基線長の高精度な連動距離計を持ち、テッサー2.8cmF8を除きすべての交換レンズに連動する。距離計可動鏡は精密なギアシステムにより駆動されているが、小さい体積に詰め込んだためシャッター巻き上げドラムの体積が小さくなってしまい、完全主義による複雑な設計と相まって故障発生確率を高くしている。ファインダー倍率は約0.5倍で50mmに対応する他、新品購入時に引き出し式の85mmか135mmのマスクがついて来た。距離計の視野が135mmに近いので、ファインダーマスクが85mmの個体を購入すれば3種類の焦点距離に対応できる。その外装色からブラック・コンタックスと俗称された。コンタックスはその設計コンセプトが「作画意図の高忠実再現」であり、ツァイス・イコンが持てる技術力を投入して開発し、そのため撮影結果は当時の24×36mm（ライカ）判カメラの中で最高である一方、非常に高価だった。初期型以降改良を重ね、研究者にも数えきれない程多数のバージョン違いがあり、また、コンタックスのシリアルナンバーはライカのような通し番号ではなく頭にアルファベット2文字がつきその順番が分からないこと、本社が第二次世界大戦で甚大な被害を受け資料が残っていないことから製造時期の確定が困難なこともあり、研究者により見解の相違がある。ハンス・ユルゲン・クッツは以下のI-1～I-7に分類している。
  - I-1型 - シャッター速度はZ、1/25秒、1/50秒、1/100秒、1/200秒、1/500秒、1/1000秒。クリックストップがあるが中間シャッター速度も使用できる。距離計の鏡は可動鏡と固定半透明鏡ともに銀メッキで基線長101.7mm。
  - I-2型（1932年10月発売） - 距離計の固定半透明鏡が金メッキとなり、これによりピントがずれている時のコントラストが高くなり見やすくなった。
  - I-3型（1933年6月頃発売） - 従来スリット幅だけで行なっていた露光時間制御を、幕速も変更して行なうようになった。長時間グループZ、1/2秒、夜間撮影グループが1/5秒、1/10秒の2グループに別れたスローシャッターが追加[3]され、通常撮影グループ1/25秒、1/50秒、1/100秒と高速撮影グループ1/100秒、1/200秒、1/500秒、1/1000秒の全部で4グループとなった。1/100秒が通常撮影グループと高速撮影グループの2グループに含まれているのは、よく使用する速度でありグループ変更の面倒を少しでも減らすためである。シャッター速度を決定する場合は巻き上げノブ基部にあるローレットを回して幕速=グループを決め、その後巻き上げノブを持ち上げて回し最外部に現れるスピードの場所に落とし込むことになる。
  - I-4型（1933年後期） - 三脚取り付け金具がコンタックスIIと同様の折り畳み式となった。
  - I-5型（1934年中期） - ZをBと表示するようになった。ライカのパテントを避けるため「距離計外側ファインダー内側」を「距離計内側ファインダ−外側」に変更し基線長が93mmに短縮されたが、距離計が回転楔型プリズムを使用するドレーカイル（Drehkeil ）式となり、精度が格段に向上した[5]。またダイキャストが変更され、板金だったアクセサリーシューが切削加工品になっている。
  - I-6型（1935年初期） - 無限遠ロック解除レバーが無限遠以外では下がったままになった。
  - I-7型（1935年後期） - シャッター最高速が1/1250秒となった[3]。ただし本当に実在するか議論があり、1988年現在実在説が有力ではあるものの確認されていない[6]。

これだけでも製造期間を考えると半年に一度は改良されていたことになり、また内部構造を見ると少なくとも3ヶ月に1度改良されているという。販売部門から開発部門に苦情が殺到したと言われ、あるカメラ研究家は「開発の子宮から無理に引っぱり出されたような」カメラであると評している。
短所は巻上げノブがボディ前面にあるため速写性に欠けて回しにくいこと、巻き上げ・巻き戻しがライカと比べ重いこと、またシャッター速度設定時に誤ると故障の原因になる事がある。1936年まで製造され1938年まで販売された。総生産台数約36,700台。

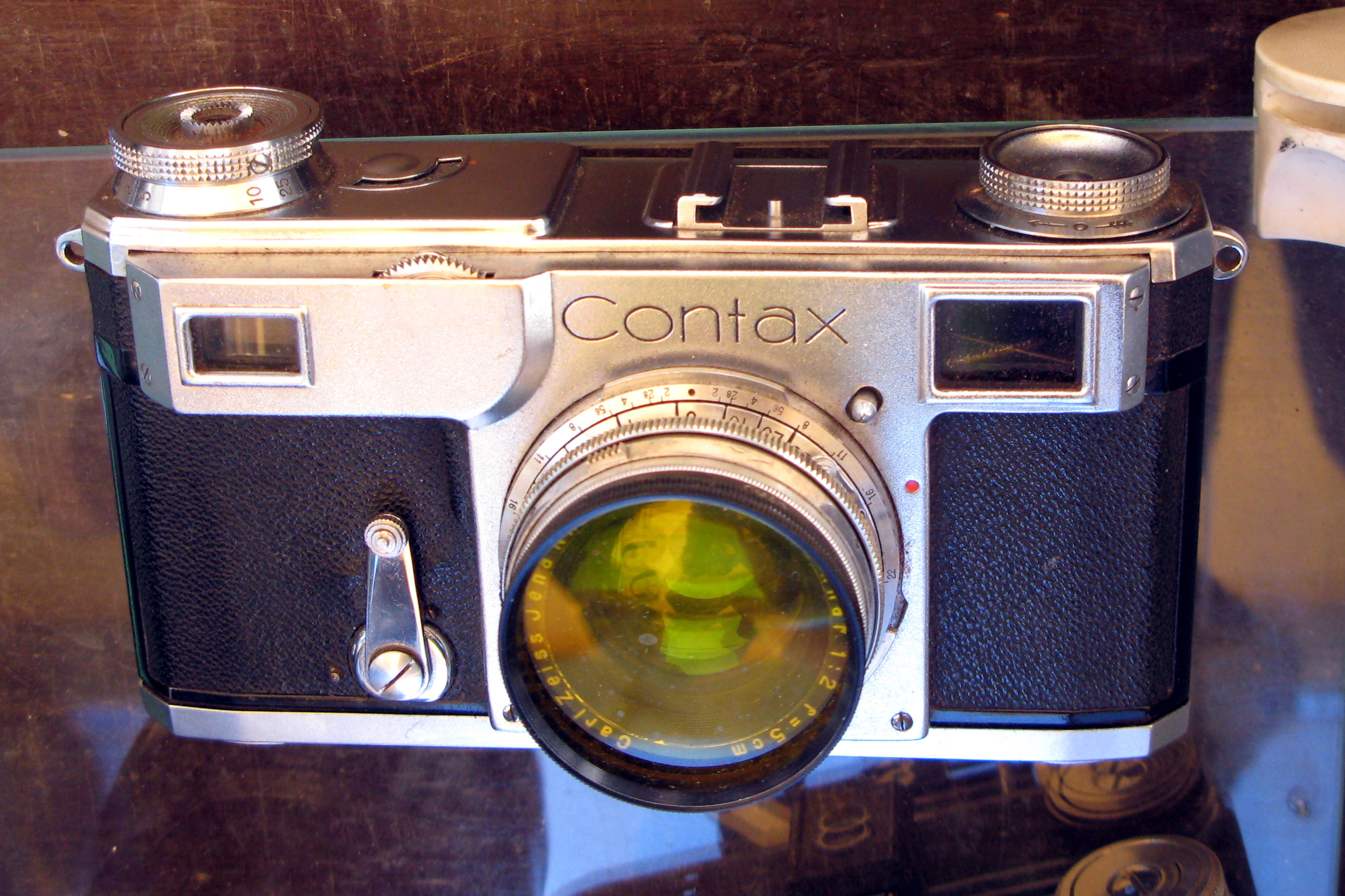
II

- コンタックスII（Contax II 、1936年発売[7][3]） - フーベルト・ネルヴィンが主になって設計した。その外装色からクローム・コンタックスと俗称される。コンタックスIと比較すれば短くなったものの基線長38mmのライカに比して格段に精度の高い基線長89.5mm、ファインダー倍率0.7倍、有効基線長約63mmで半円型プリズムを使用するシュヴェンクカイル（Schwenkkeil ）式連動距離計を組み込んだメスズハー（ドイツ語Meßsucher ）ファインダーを採用し速写性に優れる。シャッター速度は初期型の約2000台がB、1/2秒、1/5秒、1/10秒、1/25秒、1/50秒、1/100秒、1/200秒、1/500秒、1/1000秒で、間もなく1/100秒の代わりに1/125秒、1/200秒の代わりに1/250秒となった。この他シャッターダイヤルにはないがBにセルフタイマーを併用することで1秒が得られる。シャッター速度全域に渡り一つのダイヤルで設定可能となり、シャッターチャージ前後を問わずシャッター速度の変更可能。セルフタイマーも装備した。これを実現するためコンタックスIと比較しても内部構造は格段に複雑になった。これは耐久性を犠牲にせず実現しており、例えば「40万回以上シャッターを切っても補修の必要がない」を品質検査基準としていた[8]。第二次世界大戦までの間に約59,500台が生産された。巻き戻しノブはφ22mm[9]。
  - イエナ・コンタックス（1947年製造[10]） - ほぼコンタックスIIそのままで、戦後ツァイス・イコンではなくカール・ツァイス・イエナ（Carl Zeiss Jena ）で製作されその銘が入っている[11]。
  - アイボリー・コンタックス - 通常クローム仕上げである部分がアイボリー仕上げ、黒モロッコ革張りの部分がトカゲ革張りというコンタックスIIが戦後5台製作された。1988年現在本物として認定されボディーナンバーとレンズナンバーが判明していたのは4台である[11]。
- コンタックスIII（Contax III 、1936年発売[7][3]） - コンタックスIIにセレン光電池式電気露出計を搭載したモデルでその他は同一仕様[3]。電気露出計内蔵カメラとして戦前の二眼レフカメラコンタフレックスに続きわずか1年遅れ、世界で2番目の採用である。その万能性からユニバーサル・コンタックスと呼ばれる[3]。露出計の使用法は、まず巻き戻しノブ基部にあるフィルム感度を合わせ、露光計の蓋を閉めたまま巻き戻しノブの下のダイヤルを反時計方向に回しきり、目盛が▲に合っているかを確認して露光計の蓋を開き、巻き戻しノブの基部にあるリングを回して上面のメーターの針を定点に合わせ、その時調節リングが示す絞りとシャッターを読み取ることにより測光する。巻き戻しノブがφ27mmと大径化されている[9]。生産台数は約38,000台。
- コンタックスIV（Contax IV 、1936年6月特許取得、試作のみ） - セレン露出計とシャッター速度を連動させるAE機能を搭載している。
- コンタックスIIa（Contax IIa ） - 新生ツァイス・イコンの本拠地、西ドイツのシュトゥットガルトで製造したモデルで、戦前のコンタックスIIが機能はほぼそのままに小型化され、手を触れると不安定だったコマ数計、中指で塞ぎやすかった連動距離計窓を移動する等改良がされている。しかし基線長が74mm、倍率0.65×と測距精度が下がった[12]ことなどから「改悪品」と評する人もいる[13]。
  - コンタックスIIaブラックダイヤル（1950年発売[14][10]） - シャッターダイヤルの数字が前期型ではすべて黒文字で記されていたため『ブラックダイヤル』と呼ばれる。シンクロ接点は軍艦部背面にあり、発光器との同調のために専用エレクトロニックフラッシュ用No.1366、フラッシュバルブ用No.1360のアクセサリーケーブルが必要である。
  - コンタックスIIaカラーダイヤル（1954年発売[12][10]） - 後期型ではシャッター速度の1/50秒がX接点を示す黄、それより高速スピードが赤に色分けされたため『カラーダイヤル』と称される。シンクロ接点は一般的なDIN規格となった。1960年まで製造・販売された。
- コンタックスIIIa（Contax IIIa ） - コンタックスIIaにセレン式電池露出計を搭載したモデルで、その他は同一仕様。
  - コンタックスIIIaブラックダイヤル（1951年発売[10]） - シャッターダイヤルの数字が前期型ではすべて黒文字で記されていたため『ブラックダイヤル』と呼ばれる。シンクロ接点は軍艦部背面にあり、発光器との同調のために専用エレクトロニックフラッシュ用No.1366、フラッシュバルブ用No.1360のアクセサリーケーブルが必要である。
  - コンタックスIIIaカラーダイヤル（1954年発売） - 後期型ではシャッター速度の1/50秒がX接点を示す黄、それより高速スピードが赤に色分けされたため『カラーダイヤル』と称される。シンクロ接点は一般的なDIN規格となった。1961年まで製造・販売された最後のツァイス・イコン製「コンタックス」である。
- VK-21 - コンタックスIIa/コンタックスIIIaの後継機の試作で、市販されなかった[15]。
- VK-22 - コンタックスIIa/コンタックスIIIaの後継機の試作で、市販されなかった[15]。
- VK-27 - コンタックスIIa/コンタックスIIIaの後継機の試作で、市販されなかった[15]。
- ノーネームコンタックス（No Name Contax 、1963年頃発売） - コンタックスの銘がないためこう呼ばれる。以前は「コンタックスIIを製造していたイエナの工場にて戦後ソビエト連邦占領下で製造され、コンタックスとキエフの過渡的存在」とされていたが、現在は旧ソビエト連邦で1963年頃アメリカ向けに出荷された製品であることが判明しノーネームキエフと呼ばれている。機種表示がない他はキエフ4aそのもの。ボディー底部はコンタックスIIaに酷似している[16]。初歩的ながらシンクロ接点を装備している[16]。

#### 純正レンズ
戦前・戦後を通じて非常に多くの卓越した交換レンズが供給された。戦前はイエナのカール・ツアイス製、戦後は東ドイツのツァイスから供給されたいくつかを除き西ドイツのオーバーコッヘン工場製である。戦前型と戦後型でマウント互換性はあるが、戦後型ボディーでは距離計の基線長が72mmに短くなったため18cmの直接マウント式レンズはピント精度が足らず使用できず、またシャッターユニット小型化のためレンズ尾部の大きい旧ビオゴン3.5cmF2.8は干渉し装着できない。また戦前型ボディーと戦後型ボディーでは距離計の焦点調節ギアの回転方向が逆になり、右へ回すと無限遠に移動するように変更され二重像の見かけの移動も逆になった。アタッチメントはφ40.5mmねじ込みが基本サイズである。日沖宗弘はビオゴン21mmF4.5について「開放から相当シャープで少し絞るとクリアーでたいへんシャープな描写をする。色再現もよい。」、戦後のビオゴン35mmF2.8について「よりナチュラルな、すっきりした描写力を持ち、画面内での奥行感・空気感ではプラナーを凌ぐといってよい」「ボケ味も柔らかく素直だからどんな状況でも安心して使える」、プラナー35mmF3.5について「開放からコントラスト、シャープネスともにハイレヴェルで、時によってはうっとうしいくらい彫りの深い写り方をする。特筆すべきは木立の茂みや木の葉の描写で、樹木がより元気に、生き生きと写る。」、ゾナー85mmF2について「開放付近からかなり解像力があり、一段絞るとたいへんシャープになる、しかし研ぎすまされた感じはなく、穏やかさを失わない。ゾナーというよりはプラナーという感じの写りで、ボケがたいへん美しい。世界中の85ミリ級レンズの中でも傑作の一つかもしれない。最近のプラナーほど華やかすぎるところがなく、ひかえめであるのがさすが。」ゾナ−135mmF4について「開放付近ではややソフトだが、ポートレートには使えるソフトさだ。二段ほど絞ると鋭さが出てくる。描写には癖が少なく、シャープでコントラストが高いが素直である」と高く評価している。
コンタックスI時代はニッケル仕上げで「カール・ツァイス・イエナ」（Carl Zeiss Jena ）銘。
- テッサー2.8cmF8[21]（1933年発売[22]） - 距離計非連動。
- ビオター4cmF2[21]（1933年発売[22]） - 4群6枚[22]。実焦点距離42.5mm。「4 1/4cm」標記の製品もある。
- ゾナー5cmF1.5[23][21]（1932年発売[22]） - 発売当時から長らく世界最高速でありつづけ、ライバルであったエルンスト・ライツ（現ライカ）が同スペックのズマリット50mmF1.5を出すのは10年以上後になった。3群7枚[22]。アタッチメント初期はφ42mmカブセ、後φ40.5mmねじ込み。
- ゾナー5cmF2[23][21]（1932年発売） - 固定鏡胴。アタッチメント初期はφ42mmカブセ、後φ40.5mmねじ込み。
- テッサー5cmF2.8[21]（1932年発売[22]） - 沈胴式。3群4枚[22]。
- テッサー5cmF3.5[21]（1932年発売[22]） - 沈胴式。3群4枚[22]。
- ゾナー8.5cmF2[21]（1933年発売[22]） - 3群6枚[22]。アタッチメントはφ49mmねじ込み。
- トリオター8.5cmF4[21]（1932年発売[22]） - 3群3枚[22]。アタッチメントはφ40.5mmねじ込み。
- ゾナー13.5cmF4（1932年発売[22][21]） - 戦前製は凄まじく重量がある。3群4枚[22]。アタッチメントはφ40.5mmねじ込み。
- テレテッサーK18cmF6.3[23][21]（1933年発売[22]） - 直接マウント方式で生産された。3群4枚[22]。
- テレテッサーK30cmF8（1934年発売[22]） - 3群4枚[22]。
- フェルンオブジェクティブ50cmF8（1934年発売[22]） - フレクトスコープを併用する。1群2枚[22]。

コンタックスII時代以降はクローム仕上げで「カール・ツァイス・イエナ」（Carl Zeiss Jena ）銘、コートされたものは「カール・ツァイス・イエナT」（Carl Zeiss Jena T ）銘。一部のレンズは同スペックのまま光学系が変更された。
- テッサー2.8cmF8[22] - 戦前のみの生産。距離計非連動。
- ビオゴン3.5cmF2.8（1937年発売[22]） - ルートヴィッヒ・ベルテレ設計。戦前発売されたビオゴンはビオゴン銘ではあるがレンズ構成はいわゆるビオゴン型ではなくゾナー型4群6枚。後玉が大きくコンタックスIIa/コンタックスIIIaには使用できない。明るく周辺まで画質が優れているが、歪曲収差が大きい欠点がある。アタッチメントはφ40.5mmねじ込み。
- ヘラー3.5cmF3.5（1938年発売） - ジルヴェスター・フーバー設計。元来はビオゴン3.5cmF2.8の普及版として企画されたという。試作のみとも500-1000本の生産とも言われる珍品。2群5枚。アタッチメントはφ40.5mmねじ込み。
- オルソメター3.5cmF4.5（1937年発売[22]） - 4群6枚[22]。
- ステレオターC3.5cmF4（1940年発売） - ステレオ写真用レンズ。
- ビオター4cmF2[22] - 実焦点距離42.5mm。「4 1/4cm」標記の製品もある。
- ゾナー5cmF1.5 - アタッチメントはφ40.5mmねじ込み。
- ゾナー5cmF2 - 沈胴式になった。アタッチメントはφ40.5mmねじ込み。
- テッサー5cmF2.8 - 沈胴式。
- テッサー5cmF3.5 - 沈胴式。
- ゾナー8.5cmF2[24] - その大きさ太さから当時「樽」と俗称された[25]。アタッチメントはφ49mmねじ込み。
- トリオター8.5cmF4[22] - 3群3枚。アタッチメントはφ40.5mmねじ込み。
- ゾナー13.5cmF4[22] - 戦前製は凄まじく重量がある。3群4枚[22]。アタッチメントはφ40.5mmねじ込み。
- ゾナー18cmF2.8（1936年発売） - コンタックスIIとともにベルリンオリンピックに合わせ、ドイツ民族とその産業があらゆる分野で卓越していることを示そうとしてアドルフ・ヒトラーから開発するよう圧力があったと言われオリンピア・ゾナーと俗称される。ベルリンオリンピックの記録映画「美の祭典」を撮影したレニ・リーフェンシュタールは後に「ツァイスが開発した新型レンズが強力な武器になった」と語っている。最初期型は距離計連動式で300台を越えないと想像されている。1938年に倒立逆像の「フレクトスコープ」というミラーボックス併用となり、その後「フレクトスコープ」が正立逆像に改良された。
- テレテッサーK18cmF6.3[22] - 直接マウント方式。
- ゾナー30cmF4（1940年発売[22]） - フレクトスコープを併用する。3群5枚[22]。
- フェルンオブジェクティブ50cmF8[22] - フレクトスコープを併用する。

戦後すぐは西ドイツカール・ツァイスのレンズ製造能力が充分でなく、東ドイツのツァイスからレンズが供給され、戦後しばらくは東西ドイツ間で交流があった証左とされる。西側の生産体制が整うに連れ順次切り替えたものの、135mmより長いレンズはその後もずっとイエナ製だった。
- トポゴン25mmF4（1950年発売） - トポゴン型4群4枚。このレンズに合わせ西ドイツのツァイスはビオゴン21mmF4.5を出すまでそのファインダーターレットに25mmを入れていた。コンタックスIには使用できない。距離計非連動。
- ビオゴン3.5cmF2.8[22] - ビオゴン銘ではあるがレンズ構成はいわゆるビオゴン型ではなくゾナー型。後玉が大きくコンタックスIIa/コンタックスIIIaには使用できない。明るく周辺まで画質が優れている一方、歪曲収差が大きい欠点がある。後にデッドコピーとして旧ソビエト連邦製ジュピター12（Jupiter-12 ）が多数製造された。アタッチメントはφ40.5mmねじ込み。
- ビオメター35mmF2.8（1950年発売[22]） - ハリー・ツェルナー設計。4群5枚[22]。コンタックスIIa/コンタックスIIIaにも使用できる。アタッチメントはφ40.5mmねじ込み。
- ゾナー5cmF1.5 - アタッチメントはφ40.5mmねじ込み。後にデッドコピーとして旧ソビエト連邦製ジュピター3（Jupiter-3 ）が多数製造された。初期のニッコール5cmF1.5も同様のデッドコピーである。
- ゾナー5cmF2 - 沈胴式。アタッチメントはφ40.5mmねじ込み。後にデッドコピーとして旧ソビエト連邦製ジュピター8（Jupiter-8 ）が多数製造された。
- テッサー5cmF2.8 - 沈胴式。
- テッサー5cmF3.5 - 沈胴式。
- ビオター75mmF1.5[22]（1951年発売） - 4群6枚[22]。
- ゾナー8.5cmF2 - 後にデッドコピーとして旧ソビエト連邦製ジュピター9（Jupiter-9 ）が多数製造された。アタッチメントはφ49mmねじ込み。
- トリオター8.5cmF4 - 3群3枚。アタッチメントはφ40.5mmねじ込み。
- ゾナー13.5cmF4[22] - 後にデッドコピーとして旧ソビエト連邦製ジュピター11（Jupiter-11 ）が多数製造された。3群4枚[22]。アタッチメントはφ40.5mmねじ込み。
- ゾナー18cmF2.8
- ゾナー30cmF4 - フレクトスコープを併用する。
- フェルンオブジェクティブ50cmF8 - フレクトスコープを併用する。

戦後西ドイツでは「ツァイス・オプトンT」（Zeiss Opton T ）銘で、コートが当然になったのか後には「ツァイス・オプトン」（Zeiss Opton ）銘となった。
- ビオゴン21mmF4.5（1954年発売） - ルートヴィッヒ・ベルテレ設計。5群8枚[22]。最短撮影距離0.9m。アタッチメントはφ40.5mmねじ込み。
- ビオゴン35mmF2.8（1950年発売[22]） - 戦後西ドイツで生産された。いわゆるビオゴン型4群7枚[22]のレンズ構成。アタッチメントはφ40.5mmねじ込み。コンタックスIIa/コンタックスIIIaにも使用できる。
- プラナー35mmF3.5（1954年発売[22]） - アタッチメントはφ40.5mmねじ込み。コンタックスIIa/コンタックスIIIaにも使用できる。当時はビオゴン35mmF2.8の普及版という設定であり、性能は互角である。
- ゾナー50mmF1.5（1950年発売[22]） - アタッチメントはφ40.5mmねじ込み。
- ゾナー50mmF2（1950年発売[22]） - 非沈胴式になった。アタッチメントはφ40.5mmねじ込み。
- テッサー50mmF3.5（1954年発売[22]） - 非沈胴式になった。3群4枚[22]。
- ゾナー85mmF2（1950年発売[22]） - 3群7枚（1950年発売[22]）。アタッチメントはφ49mmねじ込み。
- トリオター85mmF4（1950年発売[22]） - 3群3枚。アタッチメントはφ40.5mmねじ込み。
- ゾナー135mmF4 - アタッチメントはφ40.5mmねじ込み。

さらに後には「カール・ツァイス」（Carl Zeiss ）銘で生産された。
- ビオゴン21mmF4.5 - ルートヴィッヒ・ベルテレ設計。5群8枚[22]。最短撮影距離0.9m。アタッチメントはφ40.5mmねじ込み。
- ビオゴン35mmF2.8 - いわゆるビオゴン型のレンズ構成。アタッチメントはφ40.5mmねじ込み。
- プラナー35mmF3.5 - アタッチメントはφ40.5mmねじ込み。コンタックスIIa/コンタックスIIIaにも使用できる。当時はビオゴン35mmF2.8の普及版という設定であり、性能は互角である。
- ステレオターC35mmF3.5（1952年発売） - 戦後に生産されたステレオ写真用レンズ。
- ゾナー50mmF1.5[22] - アタッチメントはφ40.5mmねじ込み。
- ゾナー50mmF2[22] - 非沈胴式。アタッチメントはφ40.5mmねじ込み。
- テッサー50mmF3.5 - 非沈胴式。
- テッサー115mmF3.5 - パンフレックスを併用する。
- ゾナー180mmF2.8 - 1950年代初めレンズの設計が変更されるとともに正立正像でスプリットイメージを持つ「フレクトメーター」というミラーボックス併用となった。フレクトメーターマウントの製品は適当なアダプターにより他のカメラにも転用できるようになっている[26]。

#### 非純正レンズ
ここに挙げた他、キエフ (カメラ)#レンジファインダーカメラ用レンズはキエフV内爪マウント用を除き互換性があるとされている。また広角レンズに関しては被写界深度が深いためニコンSマウント用を流用できる。ニコンSマウントレンズの一覧やコシナ・フォクトレンダーのカメラ製品一覧#SC&Sレンズ参照のこと。
- キヤノン28mmF3.5（1950年代中盤発売） - キヤノン製。アタッチメントはφ40mmねじ込み[27][28]。
- タイプX1 35mmF3.5 - アンジェニュー製[27]。3群4枚。アタッチメントはφ40.5mmねじ込み。最短撮影距離1m。
- マクロプラズマート35mmF2.7（1934年発売） - メイヤー製。
- ソリゴール35mmF2.8 - ミランダカメラ製。
- ミノール35mmF3.5 - オールドデルフト製。
- ズノー50mmF1.1[29]（1953年発売） - ズノー光学工業製。
- フジノン5cmF1.2（1954年発売） - 富士写真フイルム（現富士フイルム）製。
- ズノー50mmF1.3[29]
- ノクトン50mmF1.5（1955年頃発売？） - フォクトレンダー製[27]。「コンタックスIIaの後継機として1955年頃試作されたVK-22に装着されている写真があり[30]、VK-27の標準レンズとしても装着されていたことがありその後わずかな数が市販されたという説があり、中古市場でも特別扱いされず流通している[31]。
- プリモプラン5cmF1.5 - メイヤー製。
- プリモプラン5cmF1.9（1935年発売） - メイヤー製。
- ヘリゴン50mmF2 - ローデンシュトック製[27]。
- ウルトロン50mmF2（1950年発売） - フォクトレンダー製[27]。
- マクロ・プラズマート5cmF2.7 - メイヤー製。
- メオプタ53mmF1.8 - メオプタ製。
- キノ・プラズマート75mmF1.5（1934年発売） - メイヤー製。
- コムラー80mmF1.8（1957年発売） - 三協光機製。
- ニッコールS8.5cmF1.5（1951年発売） - 日本光学工業（現ニコン）製。ゾナー型3群7枚。最短撮影距離1m[32]。アタッチメントはφ60mmねじ込み。
- ニッコールP8.5cmF2（1948年発売） - 日本光学工業（現ニコン）製。ゾナー型3群5枚。アタッチメントはφ48mmねじ込み。最短撮影距離1m。ピントリングに「C」のマークが入っていることでニコンSマウントと区別されている[33]。
- デフィネクス89mmF3.5 - ロッス製。
- タイプY1 90mmF2.5 - アンジェニュー製。
- フロール90mmF3.5 - ベルチオ光学機械社製。
- キヤノン100mmF3.5（1950年代中盤発売）[28] - キヤノン製。
- ニッコールP10.5cmF2.5（1954年発売） - 日本光学工業（現ニコン）製。ゾナー型3群5枚。アタッチメントはφ52mmねじ込み。最短撮影距離1.2m。ピントリングに「C」のマークが入っていることでニコンSマウントと区別されている[34]。
- トリオプラン105mmF2.8 - メイヤー製。
- コムラー105mmF2.8 - 三協光機製。
- パン・タッカー125mmF2.3 - アストロ・ベルリン製。
- キヤノン135mmF3.5（1950年代中盤発売）[28] - キヤノン製。
- ニッコールQ13.5cm/135mmF3.5（1950年3月発売） - 日本光学工業（現ニコン）製。ニッコールQ13.5cmF4を改良したゾナー型3群4枚。アタッチメントはφ43mmねじ込み。最短撮影距離1.5m。ピントリングに「C」のマークが入っていることでニコンSマウントと区別されている。三脚座がある[35]。
- オイリゴン13.5cmF3.5 - ローデンシュトック製。
- テレタナー135mmF3.5 - 田中光学製。
- ニッコールQ13.5cmF4（1947年発売） - 日本光学工業（現ニコン）製。ゾナー型3群4枚。アタッチメントはφ40.5mmねじ込み。最短撮影距離1.5m。ピントリングに「C」のマークが入っていることでニコンSマウントと区別されている。三脚座はない[36]。
- オイリゴン135mmF3.5 - ローデンシュトック製。
- オイリナー13.5cmF4 - ローデンシュトック製[27]。
- ピエスケール135mmF4 - アストロ・ベルリン製。
- テレ・オブジェクティフ145mmF4.5 - メイヤー製。
- オイリナー150mmF3.5 - ローデンシュトック製。
- テレ・メゴール150mmF5.5 - メイヤー製。
- ドグマー18cmF4.5 - ゲルツ製。
- テレ・クセナー180mmF5.5 - シュナイダー・クロイツナッハ製。
- デルファー400mmF5.6 - オールドデルフト製ミラーレンズ。

### 一眼レフカメラのコンタックス/ペンタコンシリーズ
東ドイツのツァイスイコンが発売した、135フィルムを使用する24×36mm（ライカ）判一眼レフカメラ。東西ツァイス間の訴訟を経て、従来の商標につき東のツァイスは東側のみ、西のツァイスは西側のみでしか使用しないことで妥結し、この結果として東側のツァイス・イコンが製造したコンタックスは西側世界で販売される分につきペンタコンブランドを使用することとなり、さらに後にプラクチカ（PRAKTICA ）と名称を変更し、東西ドイツ併合後はシュナイダー・クロイツナッハが販売を引き継いだ。

#### ボディ
- ジンタックス（Syntax 、1938年モックアップ作成、1940年試作品完成） - コンタックスIIから基本設計を流用し、フーベルト・ネルヴィンが主になって1936年から開発された。1940年9月2日ドイツで実用新案登録され、1941年9月1日ドイツ占領下のフランスで特許出願され1942年6月29日交付されている。ペンタプリズムを備え、正立正像アイレベルファインダー、バヨネットマウント、セレン式露出計、金属幕シャッターと最新鋭の技術を盛り込んだ製品だった。レンズはゾナー85mmF2が用意された。ペンタプリズムは上側シャッタードラムとの干渉を防ぐため前のめりに設置されている。正立正像のアイレベルファインダーを装備した一眼レフカメラとしてデュフレックスより開発自体は先行していたが、戦争激化により開発は中止された。この試作品は戦後ソヴィエトに没収され、終戦直後のある時ソヴィエト軍兵士がドレスデンのツァイス・イコン工場に修理のため持参したが、応対に出た社員がその歴史的価値を知らず修理を断って返却してしまい、そのまま行方不明になっている[11]。

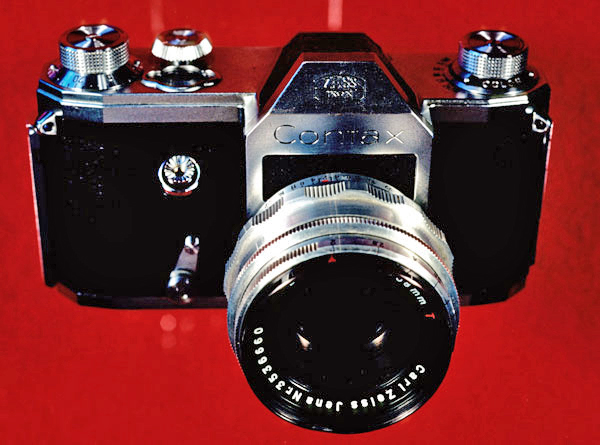
S

- コンタックスS（Contax S 、1945年8月11日第一次図面完成、1946年9月完全動作の試作品完成、1949年発売） - 戦後ツァイス・イコンの設計部長となったウィルヘルム・ヴィンツェンブルク（Wilhelm Winzenburg ）が中心となって設計した。コンタックスブランドで初めて市販された一眼レフカメラ。ペンタプリズムを採用した量産一眼レフカメラとして世界初。レンズマウントにはパウル・ヒルマン（Paul Hillmann ）の主張によりM42マウントが採用された。縦走りシャッターでは上側シャッタードラムとペンタプリズムやミラーとの干渉が問題になることから、1943年ジンタックスの開発チームに加わったジークフリート・ベーム（Siegfried Boehm ）により横走り布幕シャッターが採用された。
- コンタックスD（Contax D 、1952年発売[3]）/ペンタコンD（Pentacon D 、1952年発売） - コンタックスSの後継機でシャッターが改良されている。東西のツアイスが商標権で争い、結果として西側に販売される分についてはペンタコンを名乗ることになったが内容は同一。コンタックスFBMより後はプラクチカシリーズに統合された。
- コンタックスE（Contax E 、1956年発売[3]）/ペンタコンE（Pentacon E 、1956年発売） - コンタックスDに露出計を装備した派生型[3]。
- コンタックスF（Contax F 、1956年発売）/ペンタコンF（Pentacon F 、1956年発売） - コンタックスDの後継機で、スプリング絞りを採用している。シャッター速度が倍数系列となった。
- コンタックスFB（Contax FB 、1957年[3]）/ペンタコンFB（Pentacon FB 、1957年発売） - コンタックスFに露出計を装備した派生型[3]。
- コンタックスFM（Contax FM 、1957年発売）/ペンタコンFM（Pentacon FM 、1957年発売） - コンタックスFにスプリットイメージスクリーンを採用した派生型[3]。東ドイツのカメラ生産がKWに集中され、コンタックスもこの機種からKW製となった[3]。
- コンタックスFBM（Contax FBM 、1957年発売）/ペンタコンFBM（Pentacon FBM 、1957年発売） - コンタックスFMに露出計を装備した派生型[3]。

#### レンズ
試作に終わったジンタックスを除きM42マウントであるため世界中のレンズが使える。

## ヤシカ・京セラの製品
1972年コンタレックスシリーズのスーパーエレクトリックを最後にツァイス・イコンがカメラ生産を打ち切った後、レンズを供給していたカール・ツァイスは新しい供給先を探していた。1972年6月に旭光学工業（現リコーイメージング）とカール・ツァイスが合弁でペンタックス・カール・ツァイスを設立し眼鏡事業を推進する旨発表している一方、この頃カール・ツァイスから旭光学にカメラ事業でも提携の提案があった。旭光学は社内でペンタックスとコンタックスのブランドが衝突することを恐れて断わったが、この時の名残として幻のペンタックス・コンタックスマウントはペンタックスKマウントとなり、ディスタゴン15mmF3.5の光学系はタクマー15mmF3.5に使用されている。カール・ツァイスは1974年にヤシカと提携してコンタックスRTSを発売し、コンタックスは復活した。正式名称は単にコンタックス（CONTAX ）だがツアイス・イコンのコンタックス（Contax ）と区別するためヤシカ・コンタックスと通称され、さらにしばしばヤシコン、Y/Cと略称される。
コンタックス・ヤシカマウントは、ヤシカFR以降のヤシカ一眼レフやヤシカMLレンズにも採用され、ヤシカ一眼レフにツァイスレンズ、コンタックス一眼レフにヤシカMLレンズも使用可能であった。ツァイスレンズの価格帯は、焦点距離と開放F値が同一スペックのヤシカMLレンズとの比較で高価格に設定されていたが、コントラスト重視の光学設計、多層膜でレンズ入射光の透過性を高めたT*コーティング、マニュアルフォーカスヘリコイドの操作性等でツァイスブランドとしての差別化を図っていた。
1983年ヤシカは京セラの傘下となり、マニュアルフォーカス・オートフォーカス一眼レフカメラやオートフォーカスレンジファインダーカメラを製造し、京セラ・コンタックスと通称される。2005年京セラはコンタックス事業の終了を発表した。2020年現在コンタックスブランドは使用されていない。

### コンタックス・ヤシカマウントカメラ

#### ボディ
コンタックスRTSを始めとする、いわゆるコンタックス・ヤシカマウントを採用したライカ判マニュアルフォーカス一眼レフカメラをここに分類する。

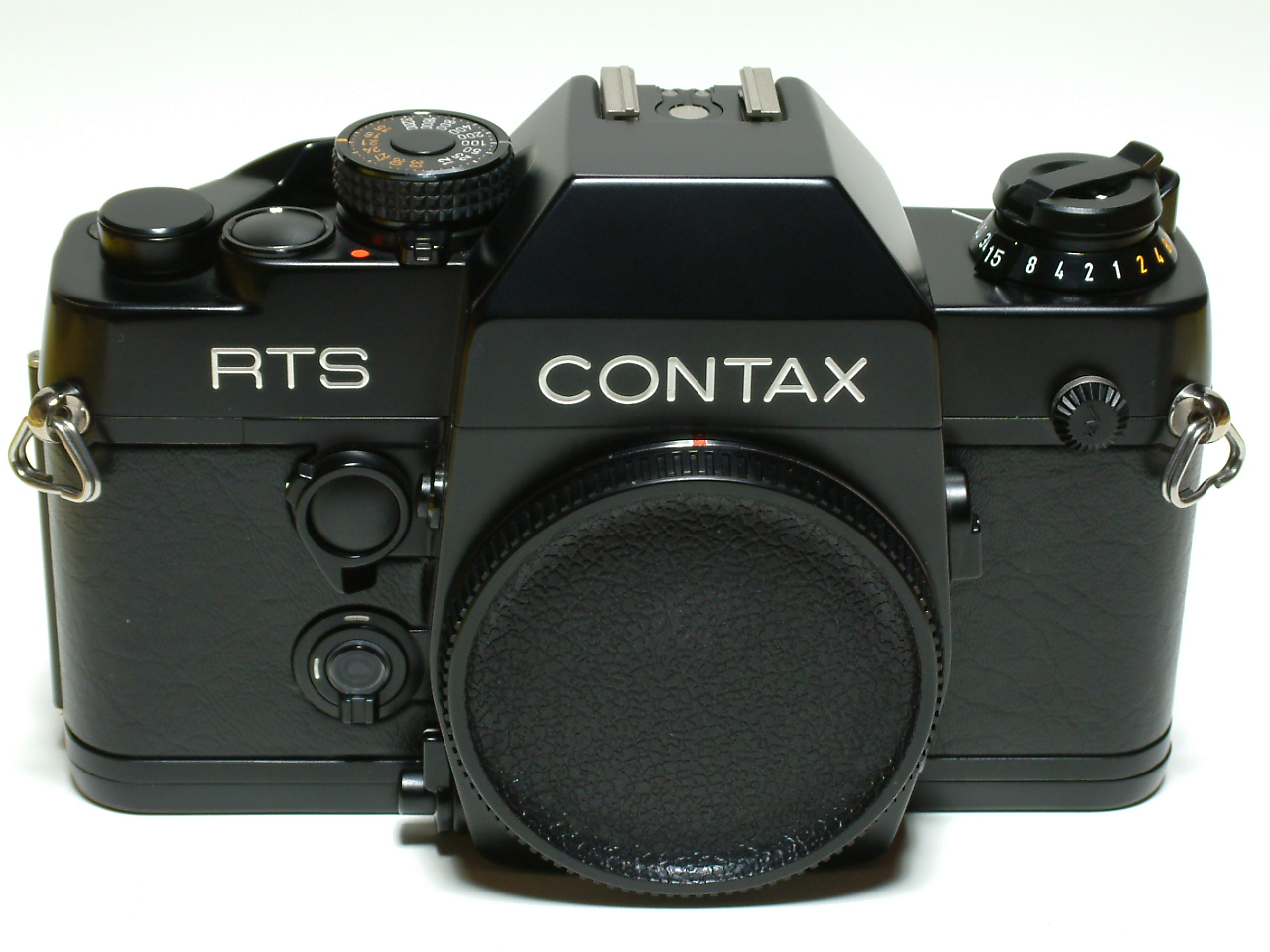
RTS II

- コンタックスRTS（1975年[37][38]11月発売） - 新生コンタックス初の一眼レフカメラでフラッグシップ機。ボディをヤシカ[37]が、レンズ設計をカール・ツァイス[37]が、レンズ製造をヤシカとカール・ツァイス、ボディデザインをポルシェデザイン[37][39]の三社がそれぞれ担当した。ボディーのベースモデルはヤシカエレクトロAXでありヤシカFR-Iと姉妹機である。RTSとはリアルタイムシステム（Real Time System）[39]の略で、電源スイッチを持たずストローク0.7mmのシャッターボタンを押せば即座にシャッターが切れる造りで「フェザータッチ」と称され、賛否両論をもたらした。ツァイスレンズは高い評価を受けた一方、内部の複雑な電子機構は稼動の不安定要因となり脆弱との評もある。故障の多くは巻き上げられなくなる、ミラーが引っかかる、シャッターが切れなくなる、というもので、これはカメラ底部にある電磁レリーズを有効にする電気接点をセットするカムが作動不良を起こすためである。このカムが設置されている三脚のメネジを保持する鉄板がオートワインダーや重量のあるレンズによって曲がるためにカムが噛みこんで故障する。故障を避けるためには三脚ネジを使用しないことが推奨される[40]。ポルシェデザインのフォルムは当時の国産一眼レフカメラとは異なった趣で、バウハウス以来のドイツ工業デザイン的である。先幕後幕同位置スタート方式という横走行布幕フォーカルプレーンシャッター故にフラッシュ同調1/60秒に留まる。電磁レリーズを採用し[38]、シャッターレリーズの位置が自由に設定できるようになりモータードライブやリモートコントロール等の連動も自由となった[39]。ワインダーにより高速連写可能。コンタックスRTS IIクォーツ発売後はコンタックスRTS Iとも通称された。秒速5コマのモータードライブPMD、秒速2コマのワインダーRTW、グリップ型フラッシュのRTF540、クリップオンフラッシュのTLA30やTLA20、250枚撮りフィルムバック等のオプションが用意された。
- コンタックス139クォーツ（1979年[37][41][38]4月発売） - 1978年のフォトキナでコンタックス137MDクォーツと同時に発表された[42]。シャッター速度1/1000秒とスペックダウンされているが、シャッター速度とタイマー動作がクォーツ制御化され精度が上がっている。水晶発振でシャッター速度を制御するカメラとして世界初[37]であり、国立科学博物館入りを果たしている。AEロック、電子セルフタイマーが装備された。またシャッター速度に無理がないのか耐久性は高く、小さくかわいらしいことと携行性の良さから人気が高い[37]。ヤシカFX-Dクォーツは姉妹機。
- コンタックス137MDクォーツ（1980年[37][43][38]5月発売） - フォトキナ発表はコンタックス139クォーツと同時だったが発売はほぼ1年遅れた[37][42]。コンタックスRTSと変わらない大きさのボディーに秒速2コマのワインダーが組み込まれ[37]、巻き上げの自動化が行われた。絞り優先AE専用機[38]。
- コンタックスプレビュー（1982年[44]4月発売） - コンタックスRTSと共通マウントのインスタントカメラ（ポラロイドフィルム対応）。シャッター速度はB、X、1-1/1000秒。X接点は1/125秒以下で同調。一眼レフカメラを使うのとほぼ同一条件で試写ができるためプロカメラマンに重宝され、ニコンFマウントに改造して使用する人もいた[44]。撮影される画面の大きさは24mm×36mm。

- コンタックスRTS IIクォーツ（1982年[44][45]4月発売） - 性能・外観をコンタックスRTSから引継ぎながら精度・信頼性向上のため電気部分をフレキシブル基板化。シャッター素材を布からチタン幕に変更[44]しコンタックス139クォーツ同様に水晶発振制御やAEロックを導入した。横走行式シャッター故にフラッシュ同調は1/60秒に留まる。電源スイッチ、アイピースシャッターが付き、セルフタイマーは電子化された。ワインダーにより高速連写可能。緊急時（寒冷地での電池切れなど）所定の動作を行うことによって1/60秒の機械式シャッターが使える。
- コンタックス137MAクォーツ（1982年[44][45]10月発売） - ユーザーの声に応え、コンタックス137MDクォーツにマニュアル露出を追加[44]した。また665g→610gに軽量化され、ワインダー機能も秒3コマにスピードアップ[44]している。
- コンタックスAF一眼レフカメラ（1982年発表[44]、市販なし） - コンタックス137MDクォーツを元に試作されたオートフォーカス機。スリット式パターンミラーとサブミラーでミラーボックス底にあるハネウェル製TCL素子に光を送って測距、グリップに内蔵されたコンピューターにより演算、フォーカス制御モーターをカメラボディ側に搭載し、レンズマウント部からシャフトを介して専用レンズのヘリコイドを制御する。試作された専用レンズは35mmF2.8、50mmF1.7、135mmF2.8があった。コンタックス137MAクォーツを元にした未発表のオートフォーカス試作機もある[46]。

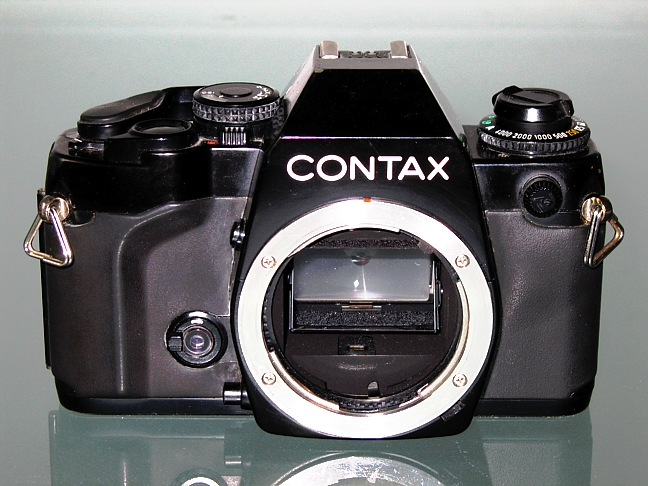
159MM

- コンタックス159MM（1985年[47]2月[44]発売） - 外付けのオプションワインダーW-7が用意されたが手動巻き上げも可能。シャッター速度は60-1/4000秒[44]、X接点同調1/250秒。対応するMMレンズを使用すると3モードのプログラムAEが可能になるマルチモード機。旧来のAEレンズを使用した場合は絞り優先AE、マニュアル露出のみとなる[44]。
- コンタックス167MT（1987年[47][44]発売） - 世界で初めて自動多段階露出機能（Automatic Bracketing Control 、略称ABC機構）を搭載[48]し、性能は以後のコンタックス中堅機と比肩できるモデル。シャッター速度調整はスライドスイッチである。ファインダー視野率は95%。コンタックスRTS II製造終了からコンタックスRTS III製造開始までは、唯一のコンタックスブランドの一眼レフカメラだった[48]。フィルム巻戻もモーターで行うようになったため巻戻クランクが廃止されている[48]。
- コンタックスRTS III（1990年発売[49][48]） - 秒間5コマ連写のモータードライブを一体化、京セラ合併後の製品として、フィルム圧板の素材にセラミックを採用。フィルムを圧板に吸着させ平面性を確保するRTVシステム[48]、プレフラッシュTTLスポット測光、コマ間デート表示など各種の最新技術を導入した新設計でコンタックスRTS/コンタックスRTS IIと機構やサイズなどは大きく異なり、視野率も92%から100%[48]に、外装素材にマグネシウムやチタンを採用し[48]、最高速シャッター速度は1/8000秒に引き上げられた[48]。

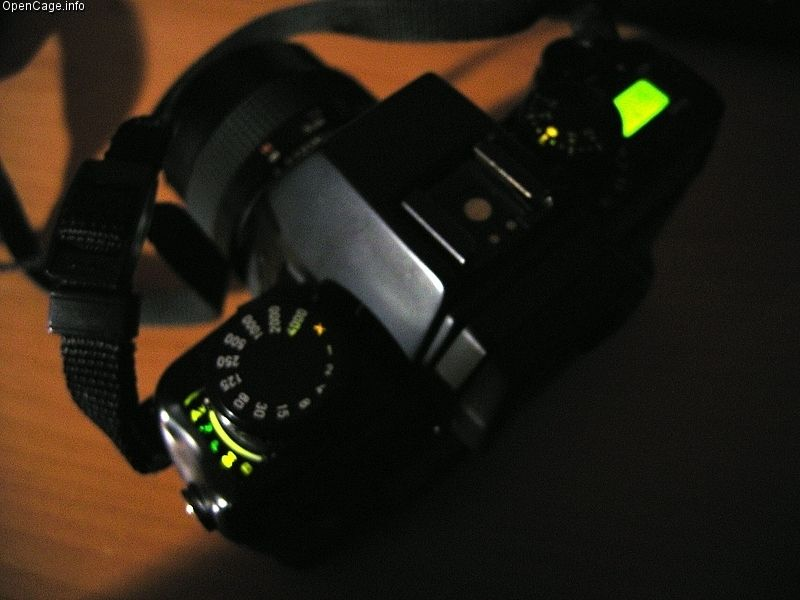
ST

- コンタックスS2（1992年9月発売[48]） - コパル製の機械式縦走りシャッターを搭載したマニュアル露出制御専用カメラ。最高速シャッター速度は1/4000秒、X接点1/250秒。このシリーズの他のカメラと異なり、他社の多くのカメラのようにシャッター速度設定ダイアルが右手側に設置されている。チタン外装を採用、外装がチタンカラーでスポット測光。巻き上げレバーは分割巻き上げができず、ワインダーの設定はない。純正で中央部重点平均測光に改造された個体がある。
- コンタックスS2b（1993年10月発売[48]） - コンタックスS2の外装色をチタンブラックとし、中央部重点平均測光にした製品[48]。他の仕様はS2と同様。
- コンタックスST（1992年10月発売[48]） - 暗いところで液晶部分が点灯するイルミネーション機能搭載。外付けの縦位置レリーズ付きバッテリーケースもラインナップされていた。シャッター最高速度1/6000秒。フラッグシップ機で重厚長大なコンタックスRTS IIIと別路線をゆく、コンパクトな高級機。

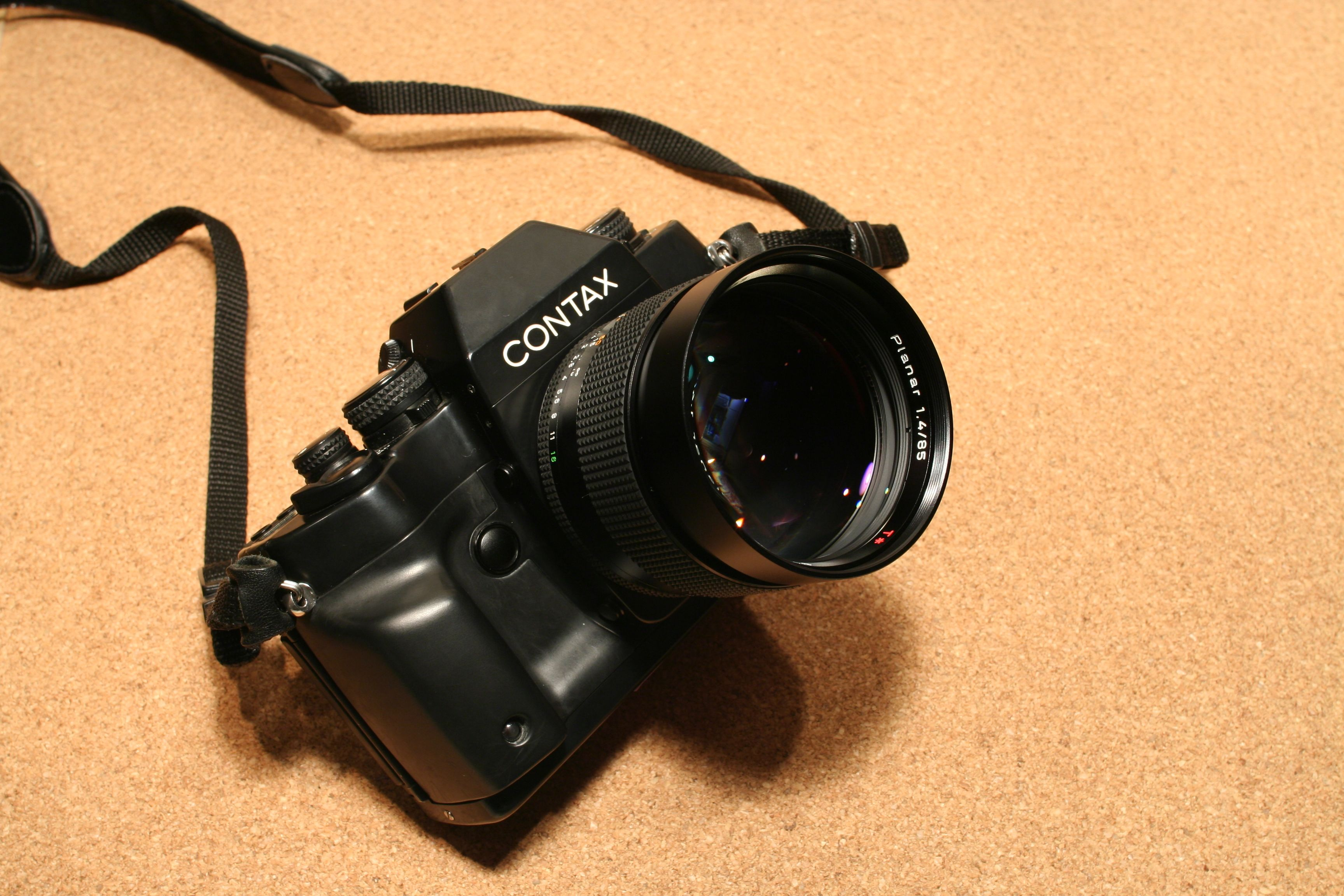
RX

- コンタックスRX（1994年発売[50]） - フォーカスエイド機構を搭載し、価格はコンタックスSTを大幅に下回り割安感があった機種[50]。オートフォーカス移行への実験機的性格が強い。このモデルを基本にコンタックスAXが設計された。シャッター最高速1/4000秒。
- コンタックスRX II（2002年発売） - コンタックスRXのマイナーチェンジ機種。フォーカスエイド機構が省略され、ファインダーが明るくなった。

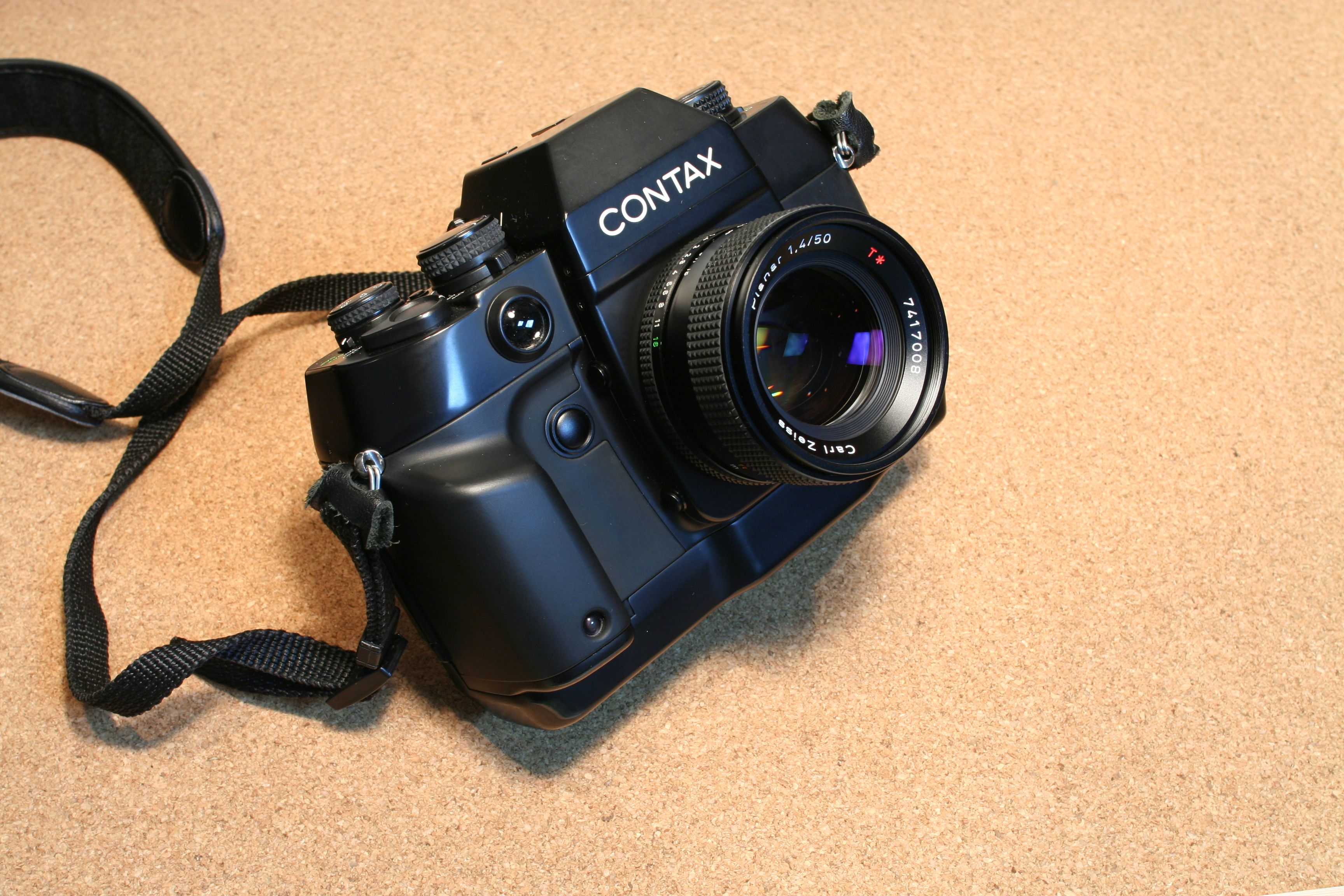
AX

- コンタックスAX（1996年4月発売[50]） - オートフォーカス一眼レフカメラ。レンズ系を駆動するのではなくフィルム面を前後させることによるフォーカシングを何よりの特徴とする。中判カメラのマニュアルフォーカス機構で採用例があるが、35ミリフィルムやオートフォーカスでは珍しい機構である。オートフォーカス機構には駆動用シャフトやガイドレールの素材にセラミックを採用。超音波モーターにより静粛であり、フィルム面は最大10mm移動する[50]。従来のレンズをそのままにオートフォーカスを実現、装着レンズのヘリコイドを繰り出すことでレンズ単体の最短撮影距離を上回る接写も可能[50]。ただし、当時のレンズにおいて既に当然のように使われていたフローティング（撮影距離の調節に対応して一部のエレメントの位置を微調整し、無限遠だけではなく、特に近接時の収差を最適化する機構で特に一眼レフで広角のために使われる逆望遠方式には多い）に対応できないという弱点は、発売当時のカメラとして疑問点とされた。発表直前にカメラ雑誌で「現時点の一眼レフでそういう（注: バックフォーカシング方式を採用する）可能性のないことは、ちょっと考えれば明らかである。」と書かれている[51]。「辞書のようだ」と評された極端なボディの厚みなども難点である。
- コンタックスアリア（1998年発売[50]） - 入門機的存在でヤシカ・コンタックスシリーズの最終機種。誰もが使いやすいようにマルチモードAEを採用し、絞り値、シャッター速度などの撮影データを記録することができるデータバックをオプションで用意していた。コンタックス167MTの操作レイアウトを改善し、多重露出を加えコンタックスのマニュアルフォーカス機としては唯一評価測光を採用している[50]。軽量を重視して外装にプラスチックを多用、メインフレームすら非金属化され460g[50]となった。このため扱いやすい反面、重量の嵩むレンズを装着すると重心が偏るため、本機販売に際して軽量レンズ2本が同時発売された。

#### AEレンズ
当初からのシリーズである。1975年のラインアップは17本。プログラムAE/シャッター速度優先AEには対応しない。MMシリーズレンズが主力となってからも特殊レンズに関しては生産が継続された。
- F-ディスタゴン16mmF2.8AE（1975年発売） - 対角線魚眼レンズ。7群8枚。最短撮影距離0.3m。フィルターは4種内蔵。
- ディスタゴン15mmF3.5AE（1975年発売） - 12群13枚。近距離補正機構を備え最短撮影距離0.16m。フィルターは4種内蔵。
- ディスタゴン18mmF4AE（1975年発売） - 9群10枚。近距離補正機構を備え最短撮影距離0.3m。アタッチメントは70-86リングを併用しφ86mmねじ込み。
- ディスタゴン25mmF2.8AE（1975年発売[52]） - 7群8枚。最短撮影距離0.25m。アタッチメントはφ55mmねじ込み。レトロフォーカス型としては歪曲収差が少なく画面周辺まで良好な画質を保つ[52]。
- ディスタゴン28mmF2AE（1975年発売） - 8群9枚。近距離補正機構を備え最短撮影距離0.24m。アタッチメントはφ55mmねじ込み。
- ディスタゴン28mmF2.8AE（1978年発売）  - 7群7枚。最短撮影距離0.25m。アタッチメントはφ55mmねじ込み。
- ディスタゴン35mmF1.4AE（1972年発表、1975年発売） - 第6枚目の第1面に当時としては珍しい研削非球面レンズを導入した、8群9枚構成。近距離補正機構を備え近接撮影でも画質低下を押さえている。最短撮影距離0.3m。アタッチメントはφ67mmねじ込み。日沖宗弘は「F2.8あたりからかなりの鮮鋭度を発揮し、コントラストもきわめて良好」[53]と高く評価している。ただし、プラナー85mmF1.4AE とほぼ同じ大きさのレンズである。
- ディスタゴン35mmF2.8AE（1975年発売） - 6群6枚。最短撮影距離0.4m。アタッチメントはφ55mmねじ込み。日沖宗弘は「性能の割に安価。人物描写に意外な実力を発揮する。」[54]と高く評価している。
- テッサー45mmF2.8AE（1982年発売） - 3群4枚。最短撮影距離0.6m。アタッチメントはφ49mmねじ込みまたは49-55リングを併用しφ55mmねじ込み。早々に製造中止されたが後に人気が出てMMシリーズで再生産されるまで高値を呼んだ。実写では焦点移動が激しいので熟練を要する。
- プラナー50mmF1.4AE（1975年発売） - 6群7枚。最短撮影距離0.45m。アタッチメントはφ55mmねじ込み。現行当時最高の標準レンズ(カメラ毎日)と評価された。6枚角型絞り。日本製。初期物とMMJの重さの違いが取りざたされたことで有名だが実際は鏡胴構造の違いによるもの。鉛の含有量によるというのは信憑性が無い。
- プラナー50mmF1.7AE（1979年発売） - 通常このクラスの普及レンズは6枚構成であるが、このレンズは6群7枚構成で贅沢な設計。最短撮影距離0.6m。アタッチメントはφ55mmねじ込み。
- S-プラナー60mmF2.8AE（1978年発売）  - 4群6枚。最短撮影距離0.24m。アタッチメントはφ67mmねじ込み。内面反射を抑えるためレンズ後部からマウント部にかけて非常に複雑な構造を持っていた。最大撮影倍率は等倍。西ドイツ製。日沖宗弘は「世界の最先端をゆくドイツ光学技術が生んだ現代の傑作の一つ」[55]と絶賛している。
- マクロプラナー60mmF2.8AE - 4群6枚。最短撮影距離0.24m（等倍[56]）。アタッチメントはφ67mmねじ込み。S-プラナー60mmF2.8の製造が日本に移管されるとともに名称変更された。遠景の描写も極めてシャープで美しい[56]。
- プラナー85mmF1.2AE（1982年限定発売） - コンタックス発売50周年の記念で限定販売された。近距離補正機構を備える。アタッチメントはφ77mmねじ込み。
- プラナー85mmF1.4AE（1975年発売） - 5群6枚。最短撮影距離1m。アタッチメントはφ67mmねじ込み。コンタレックス用とはレンズ構成が異なる。絞り枚数は増やされている。発売当初(前期型)は西ドイツ製で、絞りの形状がF5.6まで風車型をしていた。後に日本国内生産(後期型)に移管したときに絞りの形状が改善された。絞り開放だと甘く合焦しづらい上に、絞り値の変化に起因する焦点移動が激しく、撮影には熟練が必要とされた。
- ゾナー85mmF2.8AE（1975年発売） - 4群5枚。最短撮影距離1m。アタッチメントはφ55mmねじ込み。日沖宗弘は「開放からクセがなく素直でシャープな描写。もちろん色再現も良い。CPが高い。」[57]と高く評価している。
- プラナー100mmF2AE（1980年発表） - 5群6枚。最短撮影距離1m。アタッチメントはφ67mmねじ込み。
- マクロプラナー100mmF2.8AE - 7群7枚。最短撮影距離0.41m（等倍）。アタッチメントはφ67mmねじ込み。Sプラナー100mmF4の後継。ベローズ仕様ではない一般的なヘリカル・マクロ・レンズ仕様で、自動絞りも装備する。前期型は西ドイツ製で、後に日本製になった。前期型、後期型共に、絞り値の刻印色入れタイプであり、マクロプラナー60mmF2.8C MM の簡略化とは異なった路線で有る。
- ゾナー100mmF3.5AE（1982年発売） - 4群5枚。最短撮影距離1m。アタッチメントはφ55mmねじ込み。日沖宗弘は「開放からクセがなく素直でシャープな描写。もちろん色再現も良い。CPが高い。」[57]と高く評価している。
- プラナー135mmF2AE（1975年発売） - 5群5枚。最短撮影距離1.5m。アタッチメントはφ72mmねじ込み。日沖宗弘は「現在の最優秀レンズの一つ」[55]と絶賛している。
- ゾナー135mmF2.8AE（1975年発売） - 4群5枚。最短撮影距離1.6m。アタッチメントはφ55mmねじ込み。
- ゾナー180mmF2.8AE（1982年発売） - 5群6枚。近距離補正機構を備え、最短撮影距離1.4m。アタッチメントはφ72mmねじ込み。コンタックスRTSの初期カタログでのみ「オリンピア・ゾナー」と表記されたことがあるが、この時もレンズリストでは単に「ゾナー」であり、以来「ゾナー」に統一されている。日沖宗弘は「カール・ツァイスの傑作の一つ」[55]「180ミリでありながら厚みのある、まろやかさを残した描写、発色も良い」[57]と高く評価している。
- テレテッサー200mmF3.5AE（1975年発売、1985年生産終了） - 5群6枚。最短撮影距離1.8m。アタッチメントはφ67mmねじ込み。
- テレアポテッサー300mmF2.8AE - 限定販売。7群8枚。最短撮影距離3.5m。フィルターはスライド式。
- テレテッサー300mmF4AE（1975年発売）- 5群5枚。最短撮影距離3.5m。アタッチメントはφ82mmねじ込み。
- バリオゾナー40-80mmF3.5AE（1975年発売） - 9群13枚。最短撮影距離1.2m。アタッチメントはφ55mmねじ込み。
- バリオゾナー70-210mmF3.5AE - 12群15枚。最短撮影距離1.8（0.3）m。アタッチメントはφ67mmねじ込み。
- ムターI - 2xのリアテレコンバーター。5群6枚。主レンズの焦点距離を2倍にする。開放F値は2段暗くなる。
- ムターII - 2xのリアテレコンバーター。超望遠用。4群7枚。主レンズの焦点距離を2倍にする。開放F値は2段暗くなる。
- ムターIII - 1.4xのリアテレコンバーター。4群6枚。主レンズの焦点距離を1.4倍にする。開放F値は1段暗くなる。

#### MMレンズ
プログラムAE/シャッター速度優先AEに対応した。最小絞り値が緑色に着色されていることでAEシリーズと区別できる。
- ディスタゴン18mmF4MM - 9群10枚。近距離補正機構を備え最短撮影距離0.3m。アタッチメント70-86リングを併用しφ86mmねじ込み。
- ディスタゴン21mmF2.8MM - 13群15枚。最短撮影距離0.22m。アタッチメントはφ82mmねじ込み。
- ディスタゴン25mmF2.8MM - 7群8枚。最短撮影距離0.25m。アタッチメントはφ55mmねじ込み。レトロフォーカス型としては歪曲収差が少なく画面周辺まで良好な画質を保つ[50]。
- ディスタゴン28mmF2MM - 8群9枚。近距離補正機構を備え最短撮影距離0.24m。アタッチメントはφ55mmねじ込み。
- ディスタゴン28mmF2.8MM（1985年発売） - 7群7枚。最短撮影距離0.25m。アタッチメントはφ55mmねじ込み。
- ディスタゴン35mmF1.4MM - 第6枚目第1面を非球面とした8群9枚。近距離補正機構を備え最短撮影距離0.3m。アタッチメントはφ67mmねじ込み。日沖宗弘は「F2.8あたりからかなりの鮮鋭度を発揮し、コントラストもきわめて良好」[53]と高く評価している。
- ディスタゴン35mmF2.8MM（1985年発売） - 6群6枚。最短撮影距離0.4m。アタッチメントはφ55mmねじ込み。日沖宗弘は「性能の割に安価。人物描写に意外な実力を発揮する。」[54]と高く評価している。
- テッサー45mmF2.8MM - 3群4枚。最短撮影距離0.6m。アタッチメントはφ49mmねじ込みまたは49-55リングを併用しφ55mmねじ込み。AEシリーズのテッサー45mmF2.8が製造中止後人気が出たためMMシリーズで再生産された。
- プラナー50mmF1.4MM（1985年発売） - 6群7枚。最短撮影距離0.45m。アタッチメントはφ55mmねじ込み。
- プラナー50mmF1.7MM - 通常このクラスの普及レンズは6枚構成であるが、このレンズは6群7枚構成で贅沢な設計。最短撮影距離0.6m。アタッチメントはφ55mmねじ込み。
- プラナー55mmF1.2MM（1997年限定発売） - プラナー発明100周年記念で限定販売された。実焦点距離55.5mm。7群8枚。最短撮影距離0.6m。アタッチメントはφ77mmねじ込み。
- マクロプラナー60mmF2.8C MM - 4群6枚。最短撮影距離0.27m、1/2倍。アタッチメントはφ55mmねじ込み。最大撮影倍率を1/2倍に抑え構造を簡素化し重量がおよそ1/2になった。光学系は変更されていないが、絞り表示は彫り込み色入れタイプではなく、プリント文字である。日本製。
- プラナー85mmF1.2MM（1992年限定発売） - コンタックス発売60周年の記念で限定販売された。7群8枚。近距離補正機構を備え最短撮影距離1m。アタッチメントはφ77mmねじ込み。
- プラナー85mmF1.4MM - 5群6枚。最短撮影距離1m。アタッチメントはφ67mmねじ込み。
- ゾナー85mmF2.8MM（1985年発売） - 4群5枚。最短撮影距離1m。アタッチメントはφ55mmねじ込み。日沖宗弘は「開放からクセがなく素直でシャープな描写。もちろん色再現も良い。CPが高い。」[57]と高く評価している。
- プラナー100mmF2MM - 5群6枚。最短撮影距離1m。アタッチメントはφ67mmねじ込み。
- ゾナー100mmF3.5MM（1985年発売） - 4群5枚。最短撮影距離1m。アタッチメントはφ55mmねじ込み。日沖宗弘は「開放からクセがなく素直でシャープな描写。もちろん色再現も良い。CPが高い。」[57]と高く評価している。
- プラナー135mmF2MM - 5群5枚。最短撮影距離1.5m。アタッチメントはφ72mmねじ込み。日沖宗弘は「現在の最優秀レンズの一つ」[55]と絶賛している。
- ゾナー135mmF2.8MM（1985年発売） - 4群5枚。最短撮影距離1.6m。アタッチメントはφ55mmねじ込み。
- ゾナー180mmF2.8MM - 5群6枚。近距離補正機構を備え最短撮影距離1.4m。アタッチメントはφ72mmねじ込み。日沖宗弘は「180ミリでありながら厚みのある、まろやかさを残した描写、発色も良い」[57]と高く評価している。
- アポゾナー200mmF2MM - 9群11枚。最短撮影距離1.8m。フィルターは専用差し込み式。
- テレテッサー200mmF4MM（1985年発売、1992年生産終了） - 5群6枚。最短撮影距離1.5m。アタッチメントはφ55mmねじ込み。
- テレテッサー300mmF4MM - 5群5枚。最短撮影距離3.5m。アタッチメントはφ82mmねじ込み。
- バリオゾナー28-70mmF3.5-4.5MM - 8群9枚。最短撮影距離0.3m。アタッチメントはφ67mmねじ込み。
- バリオゾナー28-85mmF3.3-4MM - 13群16枚。最短撮影距離0.6m。アタッチメントはφ82mmねじ込み。
- バリオゾナー35-70mmF3.4MM - 10群10枚。最短撮影距離0.7（0.25）m。アタッチメントはφ67mmねじ込み。
- バリオゾナー35-135mmF3.3-4.5MM - 15群16枚。最短撮影距離1.3（0.26）m。アタッチメントはφ82mmねじ込み。
- バリオゾナー80-200mmF4MM - 10群13枚。最短撮影距離1m。アタッチメントはφ55mmねじ込み。
- バリオゾナー100-300mmF4.5-5.6MM - 7群12枚。最短撮影距離1.5m。アタッチメントはφ67mmねじ込み。

#### AE、MM以外のレンズ
- PC-ディスタゴン35mmF2.8 - シフト機能を持つ。9群9枚。近距離補正機構を備え最短撮影距離0.3m。アタッチメントは70-86リングを併用しφ86mmねじ込み。
- S-プラナー100mmF4（1978年発売） - ベローズ用。4群6枚。アタッチメントはφ55mmねじ込み。アオリ撮影が可能の設計でイメージサークルが広い。だが、当時としては非常に高額、かつ使い勝手や携行性の低さから販売本数は少ない。非常に曇りやすいレンズで、レンズの後群が外れ、クリーニングは容易いので修理は簡単である。6枚角型絞り。西ドイツ製。
- N-ミロター210mm（1978年発売）  - 暗視用反射望遠レンズ。イメージインテンシファイアーを内蔵し実効F値0.03の特殊レンズ。当時としては非常に高額であり、特殊用途向けの設計から販売本数は極めて少ない。
- ミロター500mmF4.5（1975年発売） - 反射望遠レンズ。5群5枚。最短撮影距離3.5m。フィルターは専用差し込み式。当時としては非常に高額、かつ使い勝手や携行性の低さから販売本数は少ない。レンズとボディーの間に蛇腹機構があり、ベローズ(蛇腹機構)で合焦させる。
- ミロター500mmF8 - 反射望遠レンズ。4群6枚。最短撮影距離3.5m。アタッチメントはφ82mmねじ込み。
- ミロター1000mmF5.6（1975年発売） - 反射望遠レンズ。5群5枚。最短撮影距離12m。フィルターは専用差し込み式。当時としては非常に高額、かつ使い勝手や携行性の低さから販売本数は少ない。レンズとボディーの間に蛇腹機構があり、ベローズ(蛇腹機構)で合焦させる。

### コンタックスNマウントカメラ
口径を広げ、完全電子制御化した新マウントの採用により従来のいわゆるヤシカ・コンタックスマウントとの互換性は放棄している。コンタックス645用のレンズはアダプターを介してNシステムのカメラに使用することが可能である。また、一部のレンズには超音波モーターが採用されており、静かなオートフォーカス駆動と常時マニュアルフォーカスが可能である。
新マウント化の意義は、デジタル時代に向け最高度の光学性能の追求から35mmフルサイズのデジタル素子を採用し、この素子に垂直に入射光を当てるためのものだった。デジタル素子は斜めからの入射に対応した構造ではなく、斜め入射はそのまま画質低下をもたらす。銀塩からのレンズマウントの場合、撮影素子全面に入射光を垂直に当てることは難しい。銀塩時代では斜めの入射もさしたる問題ではなく、設計時点でデジタル時代程の考慮はそもそも払われていない。従って銀塩からマウントを引き継ぎデジタル化したシステムは、厳密にはこの問題には対応しきっていないのが現状である（普通に撮影する範囲では目に付く弊害ではなく各社半ば無視した感がある）。フォーサーズ・システムも参照。
素子に垂直に入射光を当てる構造のため、レンズは大型化してしまい、携行性は大幅に損なわれた。さらにバッテリーの消耗度、オートフォーカス性能など完成度に問題があり、他社に比べ扱い難い機体となってしまった。また他メーカーのような普及型のデジタル機をついにラインナップできず、ズームレンズ主体のレンズラインナップは旧来のユーザーの失望を買い商業的に失敗に終わった。

#### Nシステムボディ

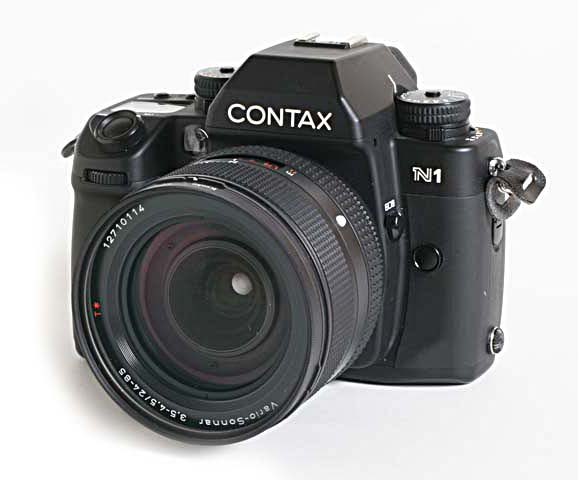
N1

- コンタックスN1（CONTAX N1 ） - フラッグシップ機。オートフォーカス測距点は5点で作画を重視しファインダーの対角線上に並んでいる。ダイアル操作中心のアナログ的な操作系をしている。最高速1/8000秒のシャッター。秒間最高約3.5コマの連続撮影が可能。合焦位置より前ピン・後ピンの画像も撮影するフォーカスABC機構を搭載。視野率95%。オプションで先頭コマ、およびコマ間に撮影データを記録できるデータバックが用意されていた。
- コンタックスNX（CONTAX NX ） - 普及機。オートフォーカス測距点はN1同様5点。最高速1/4000秒のシャッター。秒間最高2.3コマの連続撮影が可能。視野率93%。フラッシュ内蔵。オプションでデートバックが用意されていた。
- コンタックスNデジタル（CONTAX N DIGITAL ）  - 2002年発売。Nシステムを採用したデジタル一眼レフカメラ。600万画素クラスながら35mmフルサイズ相当のCCDを採用しており、コンタックスN1・コンタックスNXと同じ画角で撮影することが可能となっている。しかし高価でありながら機能面で他のプロ機よりも見劣りしていたこともあり、それほどの売れ行きを見せなかった。

#### Nシステム用レンズ
- プラナーＴ＊50mmF1.4（2001年2月発売） - 京セラ製。フード別売。フィルター径67ミリ。最短撮影距離0.45m。レンズ構成：6群7枚。重量320g。価格68,000円。
- プラナー85mmF1.4（2002年5月25日発売） - 京セラ製。近距離補正方式を備え8群9枚。
- テレアポテッサー400mmF4（2002年11月23日発売） - 異常分散ガラスを2枚含む7群8枚。
- バリオゾナーＴ＊17-35mmF2.8（2002年1月発売） - 京セラ製。フード別売。フィルター径95ミリ。最短撮影距離0.5m。レンズ構成：10群15枚。重量910g。価格250,000円。
- バリオゾナーＴ＊24-85mmF3.5-4.5（2000年10月発売） - 京セラ製。フード付属。フィルター径82ミリ。最短撮影距離0.5m。レンズ構成：2枚の非球面レンズと2枚の異常分散ガラスを含む12群14枚。重量572g。価格125,000円。
- バリオゾナーＴ＊28-80mmF3.5-5.6（2001年11月発売） - 京セラ製。フード付属。フィルター径55ミリ。最短撮影距離0.5m(0.25m）。レンズ構成：7群7枚。重量380g。価格65,000円。
- バリオゾナーＴ＊70-200mmF3.5-4.5（2002年2月発売） - 京セラ製。フード別売。フィルター径67ミリ。最短撮影距離1.0m。レンズ構成：11群14枚。重量634g。価格85,000円。
- バリオゾナーＴ＊70-300mmF4.5-5.6（2000年10月発売） - 京セラ製。フード別売。フィルター径72ミリ。最短撮影距離1.5m。レンズ構成：特殊低分散ガラス1枚を含む11群16枚。重量1065g。価格175,000円。
- マクロゾナーＴ＊100mmF2.8（2001年8月発売） - 京セラ製。フード別売。フィルター径72ミリ。最短撮影距離0.32m。レンズ構成：8群12枚。重量960g。価格168,000円。

### コンタックス645

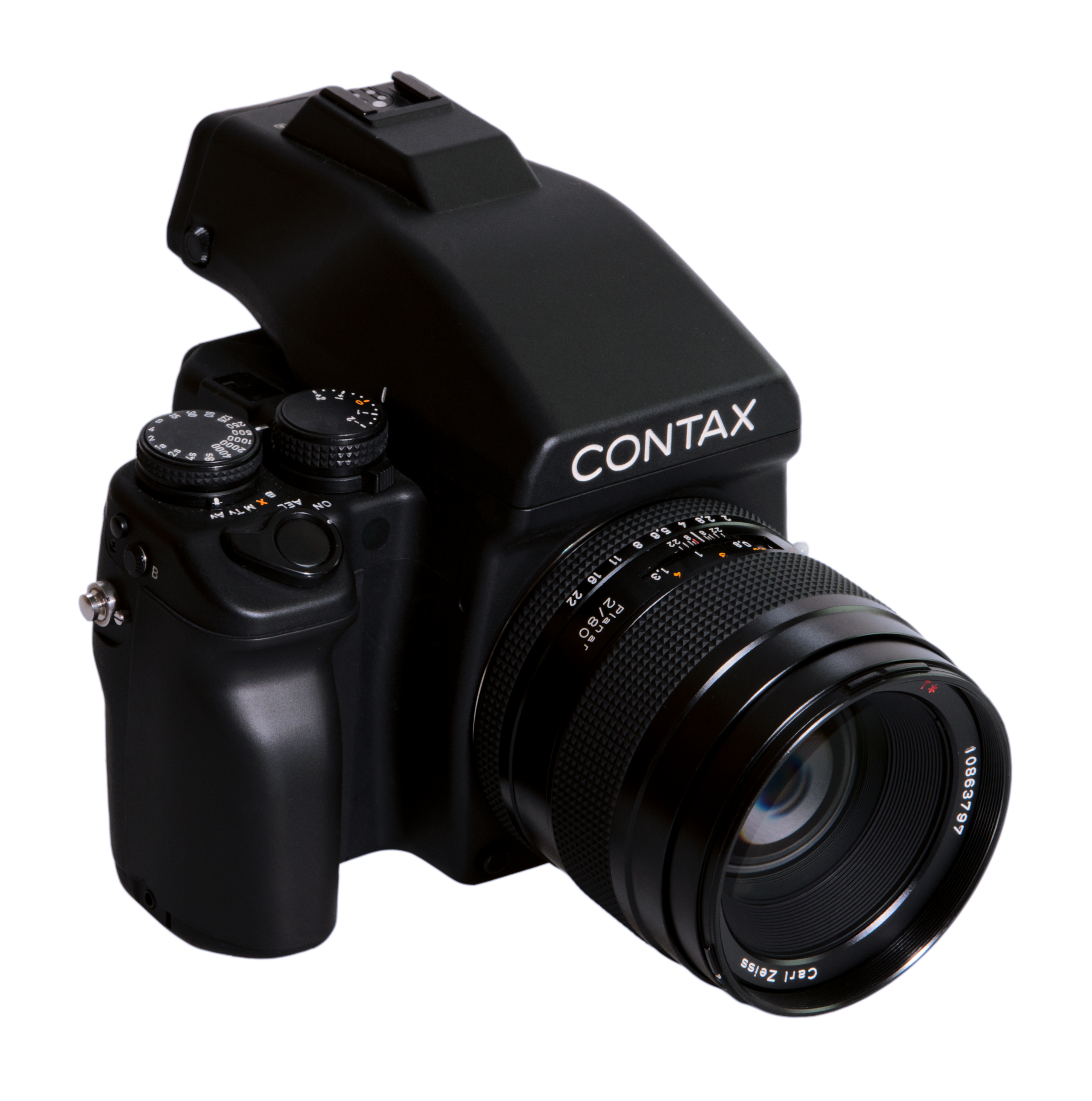
コンタックス645

コンタックス645マウントは、アダプターを介することでNシステムとの互換性がある。オートフォーカスを組み込んだシステムであるが、マニュアルフォーカスレンズが1本ある。

#### 645ボディ
- コンタックス645（CONTAX 645 、1999年発売[58]） - 1998年フォトキナで発表された[59]。120フィルムまたは220フィルムを使用し6×4.5cm判。フォーカルプレーンシャッターを採用しており、シャッター速度は最高速1/4000秒、Xシンクロ接点も1/125秒、いずれも中判カメラとしては最速である[59]。マニュアルフォーカス専用のアポマクロプラナー120mmF4を除きレンズには超音波モーターが採用されており、静かなオートフォーカス駆動と常時マニュアルフォーカスが可能である[59]。またコンタックスRTS IIIと同じくRTVシステムを搭載し、オプションのRTVに対応する220フィルム中枠「バキュームインサートMFB−1B」を使用すればフィルムを圧板に吸着させ平面性を保てた[58][59]。

#### 645用レンズ
ハッセルブラッドやローライと比較すれば購入しやすい価格のツァイス中判レンズだった。別売の「マウントアダプターNAM-1」を併用することでコンタックスNシステムのボディーにも使用できる。
- ディスタゴン35mmF3.5 - 8群11枚。最短撮影距離0.5m。アタッチメントはφ95mmねじ込み[60]。
- ディスタゴン45mmF2.8 - 7群9枚。最短撮影距離0.5m。アタッチメントはφ72mmねじ込み[60]。
- ディスタゴン55mmF3.5[58]
- プラナー80mmF2 - 5群6枚。最短撮影距離0.7m。アタッチメントはφ72mmねじ込み[60]。
- アポマクロプラナー120mmF4 - 5群8枚。マニュアルフォーカス専用。最短撮影距離0.425m。アタッチメントはφ72mmねじ込み[60]。
- ゾナー140mmF2.8 - 5群7枚。最短撮影距離1.3m。アタッチメントはφ72mmねじ込み[60]。
- ゾナー210mmF4 - 4群7枚。最短撮影距離1.4m。アタッチメントはφ72mmねじ込み[60]。
- テレアポテッサー350mmF4[58]
- バリオゾナー45-90mmF3.5-4.5[58]（2002年8月2日発売）
- ムター1.4x - リアテレコンバーター[58]。

### コンパクトフィルムカメラ

#### コンタックスGシリーズ
レンズ交換式オートフォーカスカメラ。

#### コンタックスTシリーズ
レンズにゾナーを搭載した単焦点コンパクト機シリーズ。高級コンパクトカメラという分野を築いた。名称は「小型の」を意味するTinyに由来する。

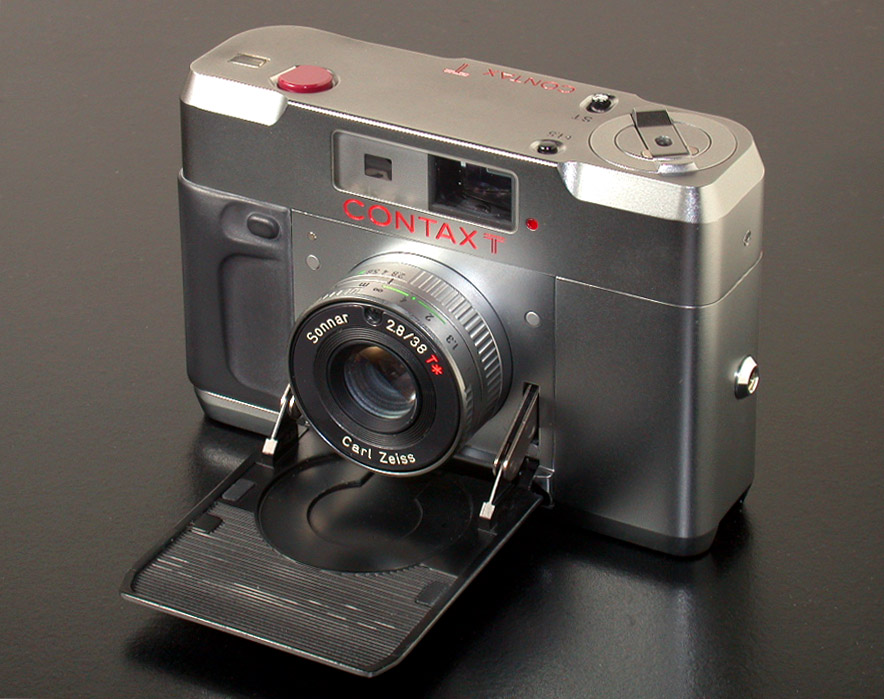
T

- コンタックスT（CONTAX T 、1984年発売[45]） - Tシリーズ初代機、かつヤシカが京セラに吸収されて以後最初の製品[61]。135フィルムを使用し24×36mm（ライカ）判。マニュアルフォーカスコンパクトレンジファインダーカメラ。フラットなフロントカバーを前に倒すとレンズが出てくるというギミックが特徴。レンズは4群5枚ゾナー38mmF2.8[45]、距離計連動し最短撮影距離は1m。クオーツ制御の絞り優先AE式電子シャッターでシャッター最高速1/500秒[45]。京セラ、カール・ツァイス、ポルシェデザインによる共同開発[61]。チタン製ボディが検討されたが、加工技術的に時期尚早として見送られた。専用フラッシュ・T14オートを装着することでフラッシュ撮影可能。電源はSR44×2個またはLR44×2個。製品自体の写真を除きカタログの写真を全てコンタックスTで撮影しレンズの高性能をアピールした。

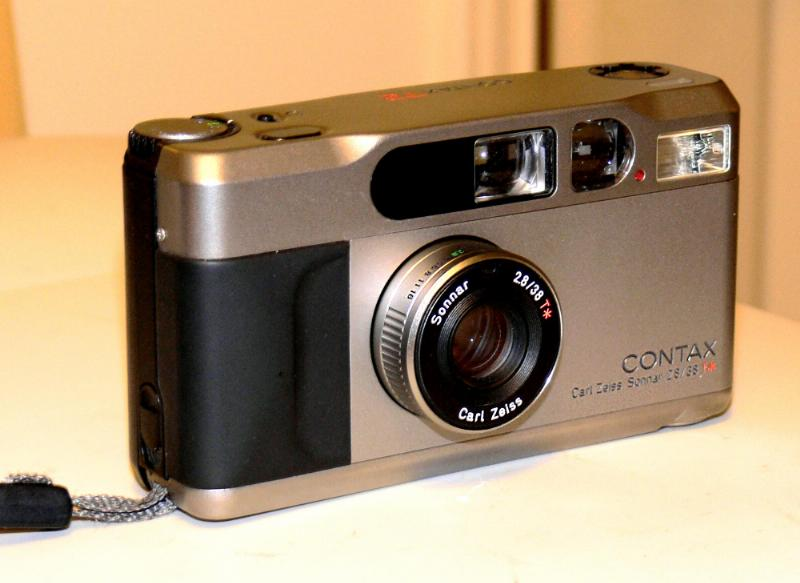
T2

- コンタックスT2（CONTAX T2 、1990年[49]11月発売） - Tシリーズ2代目、135フィルムを使用し24×36mm（ライカ）判オートフォーカスコンパクトカメラ。高級コンパクトカメラの代表的機種で他社の追随を生んだ。素材・デザイン・機能が有機的に統合された工業製品として長期にわたって好評を博し、コンタックスT3の発売以降も愛用するユーザーは多い。ボディーの素材にはチタンを、ファインダーカバーガラスにはサファイアガラスを、フィルム圧板には京セラのセラミックを新たに採用。レリーズボタンはTと同じく人工多結晶サファイア。レンズは沈胴式で、電源を入れるとチタンのカバーがスライドしてレンズがせり出す。レンズには絞りリング付き。電源ダイヤルはそのままフォーカスダイヤル（オートフォーカス/マニュアルフォーカス）として機能、また、露出補正には独立したダイヤルを採用するなど、操作性に優れる。レンズはゾナー38mmF2.8[38]、最短撮影距離は0.7mに短縮された。最高シャッター速度1/500秒。AE絞り優先、及びプログラムモード。当時の定価120,000円。電源は本体CR123A×1個、デート用にCR2025×1個。
  - コンタックスT2チタンブラック（1991年10月発売）
  - コンタックスT2チタンゴールド（1991年10月発売）
  - コンタックスT2ゴールド（1992年3月発売） - コンタックス発売60周年記念モデル。ウォールナットの収納箱と本革牛革ケースが付属した。国内2000台、海外4000台限定。ボディ表面は強度向上のため窒化処理してある。上下カバーが金イオンプレーティングしてあり、それ以外の箇所は黒。
  - コンタックスT2プラチナ（1992年3月発売） - ウォールナットの収納箱と本革牛革ケースが付属した。ボディ表面はプラチナコーティング処理してある。グリップ部はオストリッチを使用している。受注限定生産され定価240,000円。
  - コンタックスT2ブラック（1998年発売） - 通常モデルの生産終了後に、2000台限定で生産された。

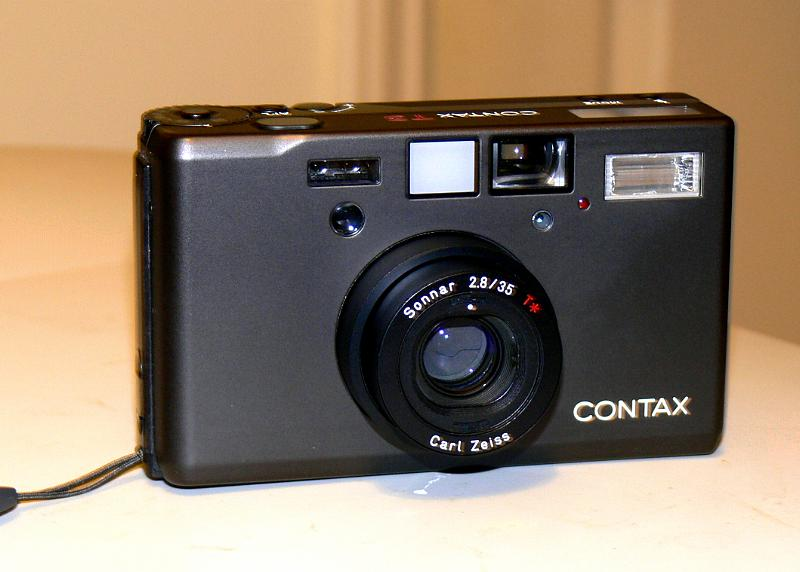
T3

- コンタックスTix（CONTAX Tix 、1997年10月発売） - シリーズ唯一のAPSカメラ。コンタックスブランドのフィルムカメラではボディサイズ最小。最短撮影距離、シャッター機構、大きさ、デザインなどの面でコンタックスT3の前身となった。コンタックスT3・コンタックスTVS IIIに搭載されたダブルビトウィーンシャッター機構を初めて採用した機種で、レンズシャッター機では異例の最高速1/1000秒を実現している。ゾナー28mmF2.8を搭載、ライカ判換算で35mmの画角となる。定価120,000円（税別）。
- コンタックスT3（CONTAX T3 、2001年3月発売） - Tシリーズ3代目。コンタックスブランドのコンパクトカメラ最後の機種となった。135フィルムを使用し24×36mm（ライカ）判。シリーズの高い描写性能はそのままに、コンタックスT2よりも小型化が図られている。当時の定価98,000円。レンズ画角を38mmからゾナー35mmF2.8に変更、最短撮影距離は0.35mに短縮、またその描写は鮮やかでコントラストが高いと評される。本体はオートフォーカスでの使用感を向上させた一方、露出補正やマニュアルフォーカスの操作はボタンの併用となった分、煩雑となった。シャッター最高速は1/1200秒に向上。

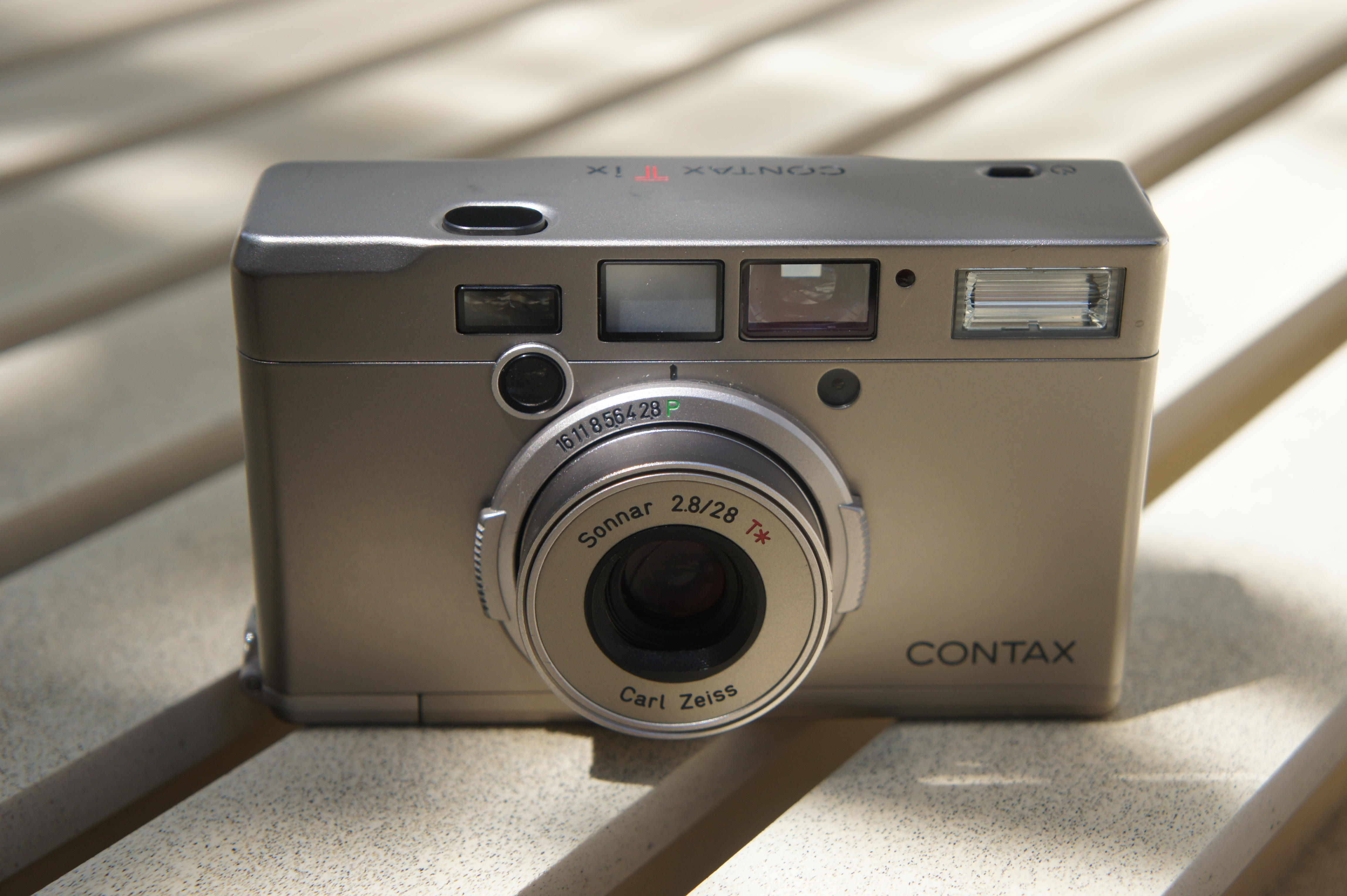
Tix

#### コンタックスTVSシリーズ
バリオゾナーレンズを搭載したズームコンパクト機シリーズ。
- コンタックスTVS（CONTAX TVS 、1993年9月発売） - バリオゾナー28-56mmF3.5-6.5を搭載したオートフォーカスコンパクトカメラ。チタンボディ、多結晶サファイヤのレリーズボタン、サファイヤガラスのファインダー、セラミックのフィルム圧板等、コンタックスT2と同様の素材を使っている。パララックスは、液晶画面をインポーズして補正しているためファインダーは暗めとなり、液晶のため若干黄色みがかった色合いになっている。コンパクトカメラではあるが、専用フィルターや専用フード、専用フード装着時のメタルレンズキャップ等のオプションが豊富に用意されていた。
- コンタックスTVS II（CONTAX TVS II 、1997年12月発売） - コンタックスTVSのマイナーチェンジ版。TVSとの違いは液晶を取り去りファインダーを明るくし、ズーム操作はレバー式からレンズ周囲のリングを回す方式に変更、パノラマ機能を廃止、収納時のレンズ保護用バリアーが内蔵された。
- コンタックスTVS III（CONTAX TVS III 、1999年11月発売） - 仕様が一新された。オートフォーカスは5点のマルチ測距が可能になった。初代コンタックスTに倣ったフラットフロントカバーを電動式で開閉する仕様。電動式ズームは30mm・38mm・45mm・50mm・60mmの五段ステップになり、ボタン式の絞り設定やフィルター・フードの装着が不可になる等コンタックスTVSやコンタックスTVS IIと比較して使い勝手が低下した部分もある。搭載レンズはバリオゾナー30-60mmF3.7-6.7。

### コンパクトデジタルカメラ
- コンタックスTVSデジタル - コンタックスT3とほぼ同じサイズ、デザインを実現しながらも3倍ズームレンズを搭載したコンパクト機。ツァイスレンズならではのシャープかつハイコントラストな描写を記録できる。カメラの高級感を体感できる「モノ」としても数少ないデジタルカメラでもある。
- コンタックスSL300R（CONTAX SL300R ） - FinecamブランドのSL300Rをベースに、T*レンズ、小型レンズフード、シボ革仕立ての外装を盛り込んだカメラ。単に外装を替えただけでなく、T*レンズを活かすように画像処理エンジンにも改良が加えられている。SL300R同様秒間3コマ連写にも対応可能。
- コンタックスU4R（CONTAX U4R ） - FinecamブランドのSL400Rをベースに外装、レンズ、画像処理エンジンを改めたカメラ。
- コンタックスi4R（CONTAX i4R ） - 香水瓶のような形状、サイズでアクセサリーとしても存在感がある。レンズは単焦点のテッサー6.5mmF2.8。京セラコンタックスとしての最終機種。